# Sigonce
Sigonce est une commune française, située dans le département des Alpes-de-Haute-Provence en région Provence-Alpes-Côte d'Azur. Le nom de ses habitants est Sigonçois ou Sigonciers.

## Géographie
Se trouvant à 470 m d’altitude et non loin de Forcalquier (9 km), ce petit village provençal possède quelques placettes fleuries et ombragées, des vieilles pierres restaurées.

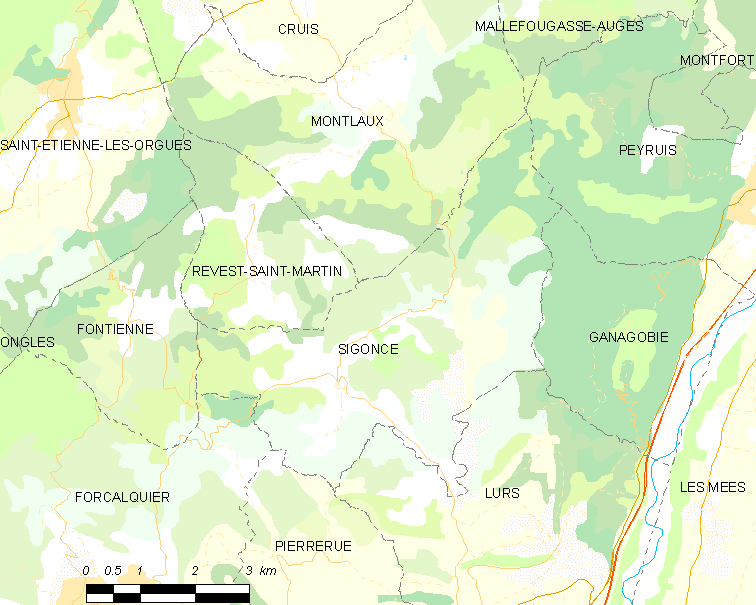
Sigonce et les communes voisines (Cliquez sur la carte pour accéder à une grande carte avec la légende).

Les communes limitrophes de Sigonce sont Revest-Saint-Martin, Montlaux, Lurs, Pierrerue et Forcalquier.

### Géologie

Massif des Alpes et localisation des Préalpes de Digne

Le territoire se situe sur des formations calcaires provençales du Jurassique supérieur et du Crétacé inférieur (roches sédimentaires issues d'un ancien océan alpin), entre trois formations géologiques majeures des Alpes :
- la nappe de Digne à l'est[4], au niveau du lobe de Valavoire[5] : il s'agit d'une nappe de charriage, c'est-à-dire d'une dalle épaisse de près de 5 000 m qui s'est déplacée vers le sud-ouest durant l'Oligocène et la fin de la formation des Alpes. Les lobes (ou écaille) correspondent à la bordure découpée à l'ouest de la nappe.
- la faille de la Durance au sud-est ;
- le Plateau de Valensole au sud-est : bassin molassique du Miocène et du Pliocène composé de roches sédimentaires détritiques (dépôts liés à l'érosion des montagnes apparues à l'Oligocène).

### Hydrographie
La commune est traversée par le Lauzon, cours d'eau de 25,2 km, sous affluent de la Durance, via l'Asse.

### Climat
Pour des articles plus généraux, voir Climat de Provence-Alpes-Côte d'Azur et Climat des Alpes-de-Haute-Provence.
En 2010, le climat de la commune est de type climat méditerranéen altéré, selon une étude du Centre national de la recherche scientifique s'appuyant sur une série de données couvrant la période 1971-2000. En 2020, Météo-France publie une typologie des climats de la France métropolitaine dans laquelle la commune est exposée à un climat de montagne ou de marges de montagne et est dans une zone de transition entre les régions climatiques « Provence, Languedoc-Roussillon » et « Alpes du sud ».
Pour la période 1971-2000, la température annuelle moyenne est de 12 °C, avec une amplitude thermique annuelle de 17,2 °C. Le cumul annuel moyen de précipitations est de 801 mm, avec 6,3 jours de précipitations en janvier et 3,6 jours en juillet. Pour la période 1991-2020, la température moyenne annuelle observée sur la station météorologique de Météo-France la plus proche, « Dauphin », sur la commune de Dauphin à 12 km à vol d'oiseau, est de 12,6 °C et le cumul annuel moyen de précipitations est de 693,2 mm. 
La température maximale relevée sur cette station est de 42,1 °C, atteinte le 28 juin 2019 ; la température minimale est de −16,4 °C, atteinte le 7 février 2012,,.
Les paramètres climatiques de la commune ont été estimés pour le milieu du siècle (2041-2070) selon différents scénarios d'émission de gaz à effet de serre à partir des nouvelles projections climatiques de référence DRIAS-2020. Ils sont consultables sur un site dédié publié par Météo-France en novembre 2022.

### Transport

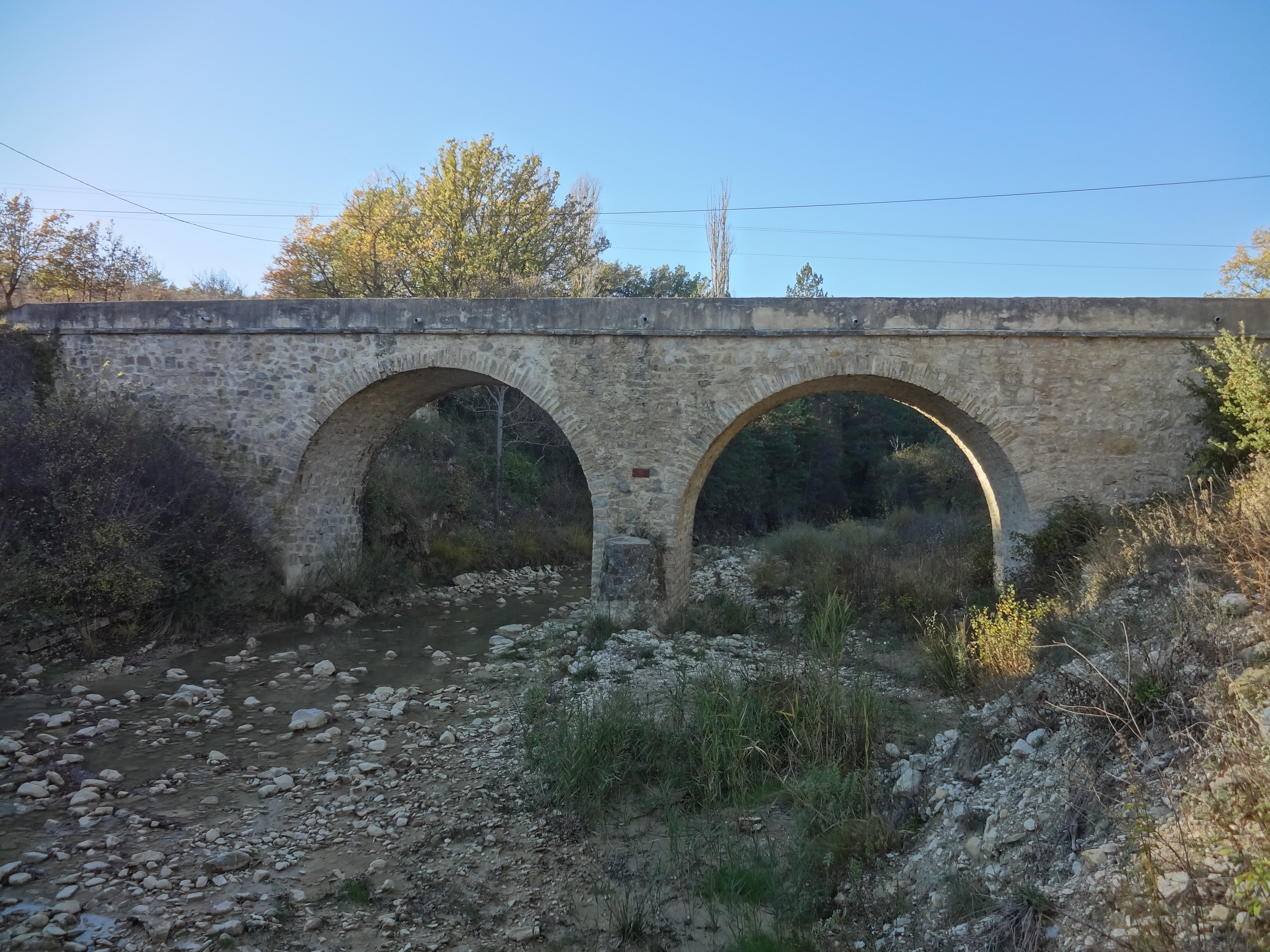
Pont de la RD 19 sur le Lauzon.

Sigonce est traversée par les routes départementales RD 16 et RD 116.
Les gares SNCF à La Brillanne-Oraison à 9 km, Château-Arnoux-Saint-Auban à 15 km et Manosque - Gréoux-les-Bains à 20 km, toutes les trois sur la ligne de Lyon à Marseille (via Grenoble).

### Environnement et développement durable

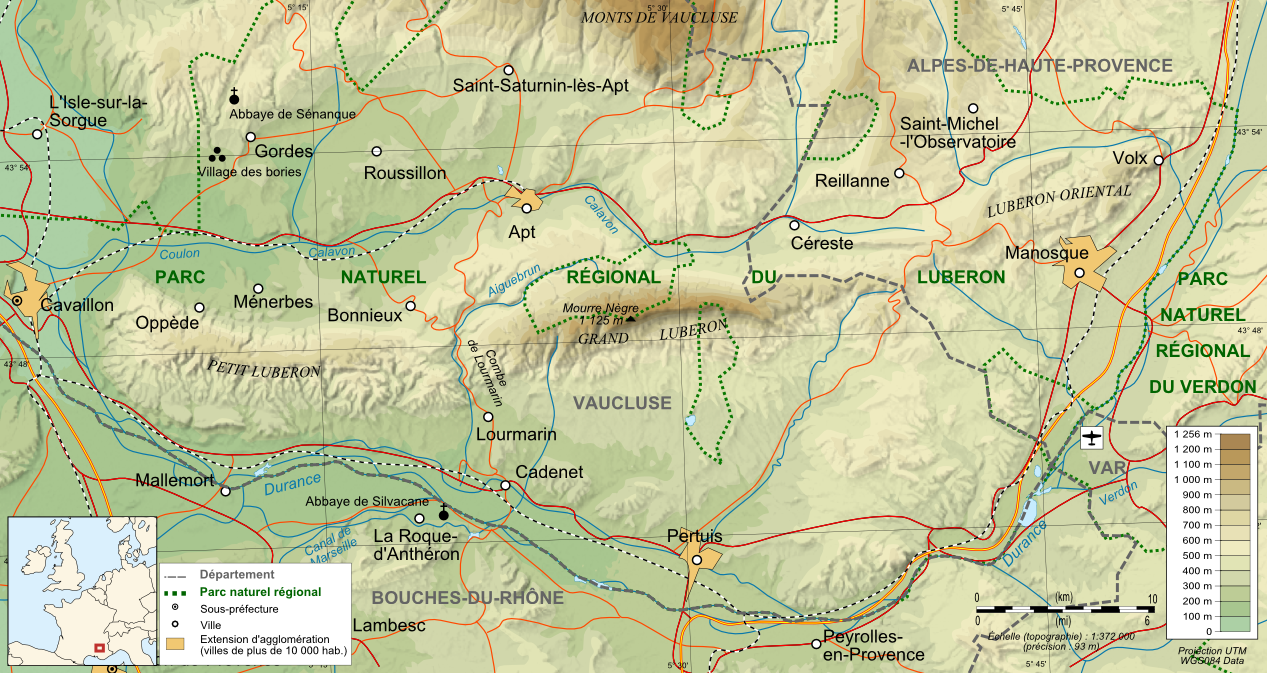
Le territoire du Parc naturel régional du Luberon.

Le village est inclus dans le parc naturel régional du Luberon. La commune est l'un des soixante-dix-sept membres du parc naturel régional du Luberon, parc qui s'étend, de Cavaillon à l'ouest jusqu'à la Durance à l'est, sur deux départements et quatre-vingt-cinq communes et 185 145 hectares.
La commune compte 863 ha de bois et forêts, soit 43 % de sa superficie. La commune entretient un verger de biodiversité.

### Risques naturels et technologiques

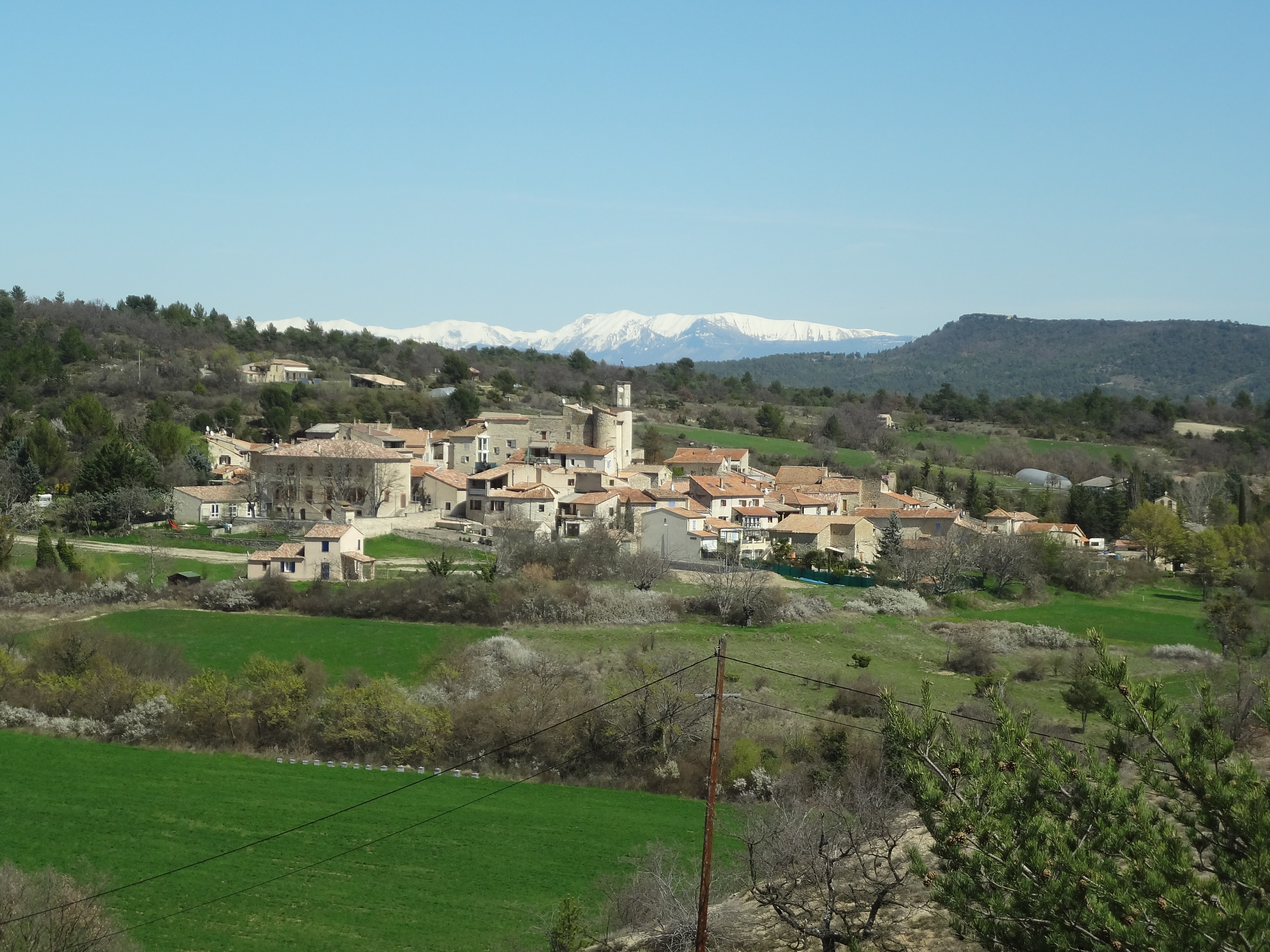
Le village

Aucune des 200 communes du département n'est en zone de risque sismique nul. Le canton de Forcalquier auquel appartient Sigonce est en zone 1b (sismicité faible) selon la classification déterministe de 1991, basée sur les séismes historiques, et en zone 4 (risque moyen) selon la classification probabiliste EC8 de 2011. La commune de Sigonce est également exposée à deux autres risques naturels :
- feu de forêt,
- mouvement de terrain : quelques versants de la commune sont concernés par un aléa moyen à fort[17].

La commune de Sigonce n’est exposée à aucun des risques d’origine technologiques recensés par la préfecture. Aucun plan de prévention des risques naturels prévisibles (PPR) n’existe pour la commune mais le Dicrim existe depuis 2010.
La commune a été l’objet d’un arrêté de catastrophe naturelle, en 1994 pour des glissements de terrain.
En outre, l’exploitation du lignite des années 1840 à 1960 a laissé des galeries et puits d’exploitation. Le risque d’effondrement généralisé des galeries de l’ancienne mine est nul, puisque l’exploitation s’est faite sur moins d'un mètre d’épaisseur, en ménageant des piliers, et a été régulièrement remblayée. Par contre, ce mode d’exploitation favorise les affaissements localisés sur de faibles surfaces (moins de cinq mètres dans leur plus grande dimension). On ne peut pas non plus exclure totalement le risque d’effondrement autour des puits, les terrils pouvant être sujets à des phénomènes de tassement ou de glissement.
Le vieux village n’est pas concerné par ces risques, puisque les travaux ont toujours conservé un stot sous le village (une galerie passe à 40 mètres de profondeur). Par contre, les nouveaux quartiers sont exposés : en 1976 et 1996, des affaissements ont eu lieu au nord du village. Des fontis ont également été constatés (1979, 1993).

## Urbanisme

### Typologie
Au 1er janvier 2024, Sigonce est catégorisée commune rurale à habitat dispersé, selon la nouvelle grille communale de densité à 7 niveaux définie par l'Insee en 2022.
Elle est située hors unité urbaine. Par ailleurs la commune fait partie de l'aire d'attraction de Forcalquier, dont elle est une commune de la couronne,. Cette aire, qui regroupe 7 communes, est catégorisée dans les aires de moins de 50 000 habitants,.

### Occupation des sols
L'occupation des sols de la commune, telle qu'elle ressort de la base de données européenne d’occupation biophysique des sols Corine Land Cover (CLC), est marquée par l'importance des forêts et milieux semi-naturels (72,3 % en 2018), une proportion identique à celle de 1990 (72,3 %). La répartition détaillée en 2018 est la suivante : 
forêts (25,8 %), espaces ouverts, sans ou avec peu de végétation (23,5 %), milieux à végétation arbustive et/ou herbacée (22,9 %), zones agricoles hétérogènes (21,1 %), terres arables (6,6 %).
L'évolution de l’occupation des sols de la commune et de ses infrastructures peut être observée sur les différentes représentations cartographiques du territoire : la carte de Cassini (XVIIIe siècle), la carte d'état-major (1820-1866) et les cartes ou photos aériennes de l'IGN pour la période actuelle (1950 à aujourd'hui).

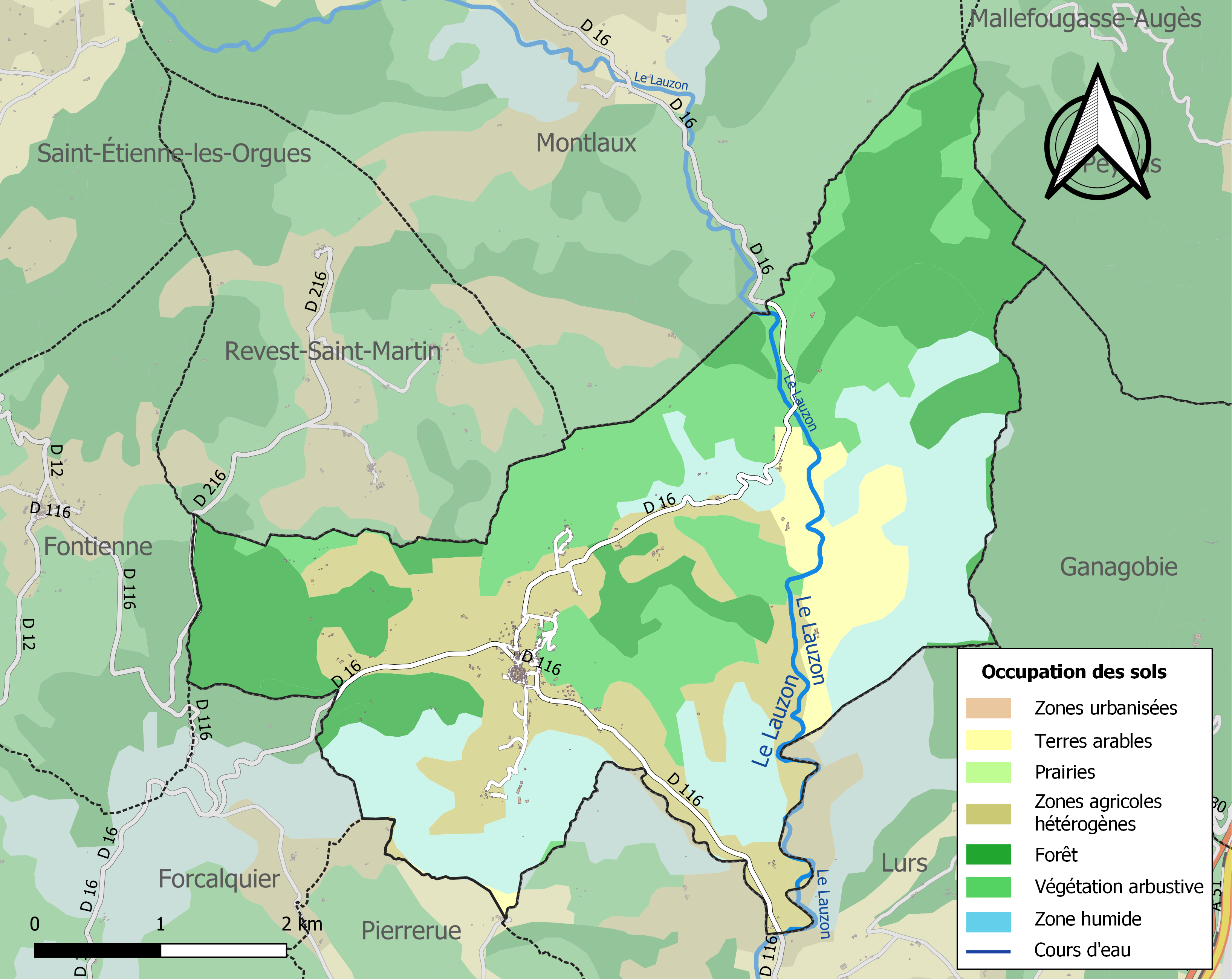
Carte de l'occupation des sols de la commune en 2018 (CLC).

## Toponymie

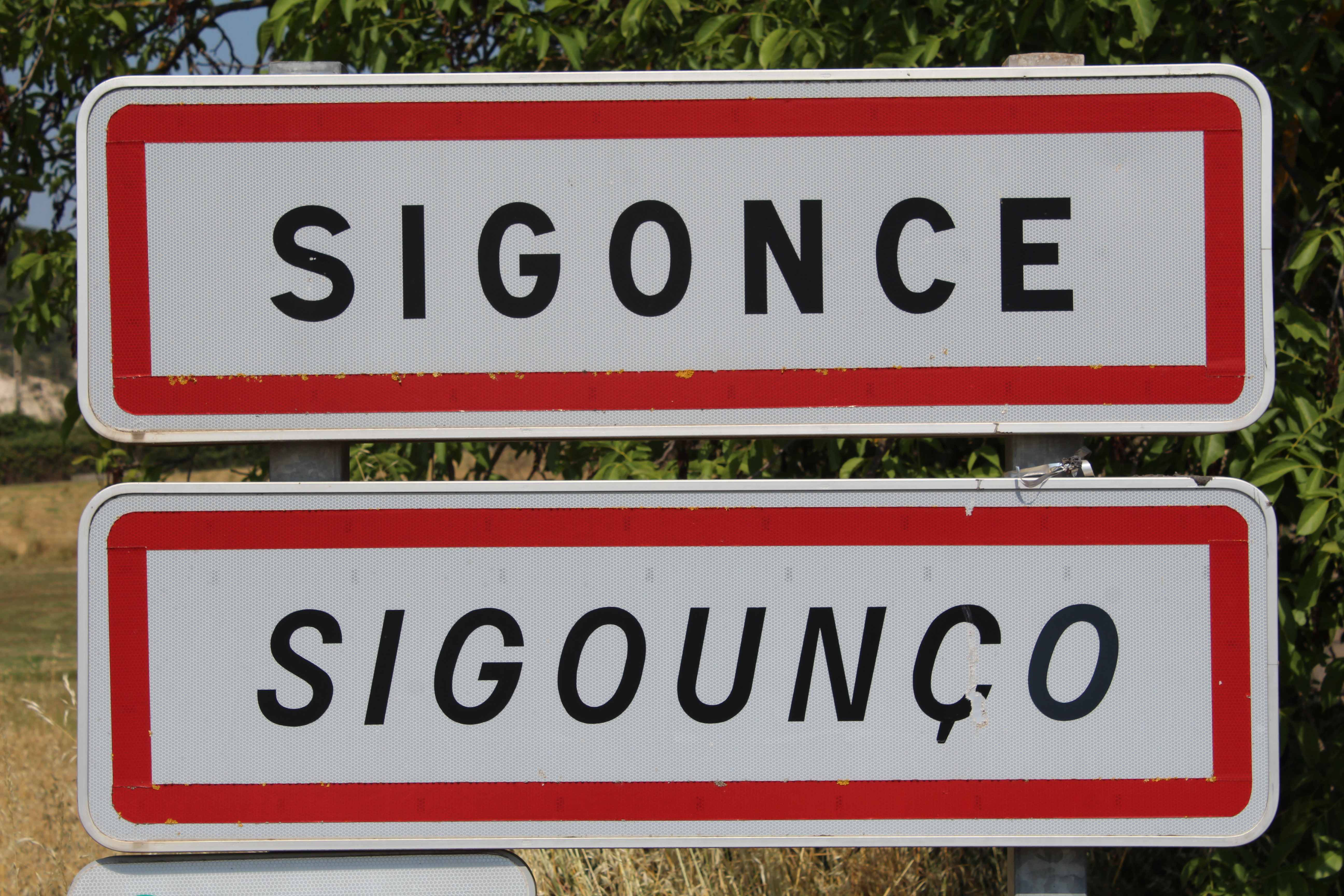
Panneaux d'entrée en français et en provençal.

Sigonce se nomme Sigonça en provençal selon la norme classique et Sigounço selon la norme mistralienne.
Le nom du village, tel qu’il apparaît la première fois en 1206 (Segoncia) remonte probablement à une forme celtique (gaulois) *Seg(o)-ontia.
- Charles Rostaing cite une racine *seg-, qui sert à désigner une montagne[32]. Ce toponyme serait préceltique[33] ;
- Ernest Nègre propose un nom de personne gaulois, *Segontius, avec le suffixe -a pour un domaine[34].
- Xavier Delamarre[35] réfutant les deux spécialistes précédents y voit le terme celtique sego- « force, victoire », très bien attesté dans l'onomastique gauloise en tant que premier élément d'un composé; comme nom de personne : Segorix, Segovax, Segomo, etc. et comme toponyme : Sego-briga > Segorbe (Espagne) ; Sego-dunum > Suin ; Sego-sterone > Sisteron, etc. Voir aussi *Sego-sia > La Suze-sur-Sarthe (Secusa 1035 - 1055) et Suze (Secusia 1178)[36] ;
- selon le couple Fénié, il s’agit d’un toponyme préceltique appliqué aux lieux fortifiés occupant une hauteur stratégique[37], malgré le fait que l'hypothèse d'un sego- « préceltique » soit largement rejetée aujourd'hui.

Remarque : Le suffixe -onti- de *Seg(o)-onti-a est sans doute uniquement toponymique, comme le montrent divers nom de lieux dont le type toponymique répandu *Licontio ou *Ligontio > le lion à Vitrolles (Leontio 1166); Lihons-en-Santerre (Leontium 1100); Liéhon (Liehons 1290); Lyons-la-Forêt, etc. et dans le nord de la France uniquement, le type *Rosontio / *Resontio > Rançon (Rosontio 829); Ressons-le-Long (Ressontius 858); Ressons-sur-Matz (Rossontus 840); etc. et d'autres toponymes comme Ves-ontio > Besançon; Mog-onti-acum > Mayence; etc.

## Histoire
Quelques découvertes de surface attestent de la fréquentation de la commune aux époques préhistorique et romaine.

### Antiquité
Dans l’Antiquité, le territoire de Sigonce fait partie de celui des Sogiontiques (Sogiontii), dont le territoire s’étend du sud des Baronnies à la Durance. Les Sogiontiques sont fédérés aux Voconces, et après la conquête romaine, ils sont rattachés avec eux à la province romaine de Narbonnaise. Au IIe siècle, ils sont détachés des Voconces et forment une civitas distincte, avec pour capitale Segustero (Sisteron).

### Moyen Âge

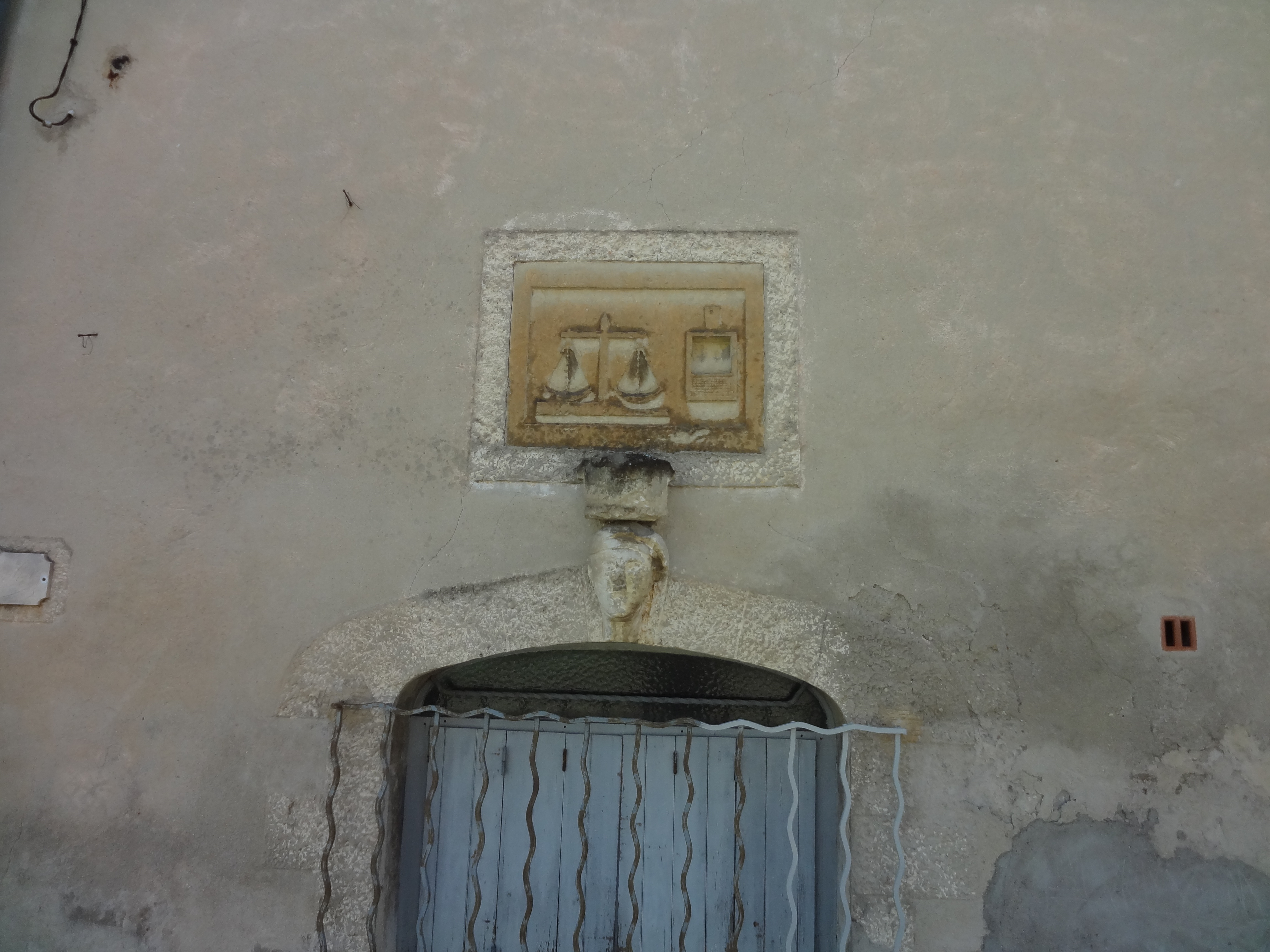
Enseigne de moulin

Alors que le sud-est de la Gaule était une terre burgonde, le roi des Ostrogoths Théodoric le Grand fait la conquête de la région entre la Durance, le Rhône et l’Isère en 510. La commune dépend donc brièvement à nouveau de l’Italie, jusqu’en 526. En effet, pour se réconcilier avec le roi burgonde Gondemar III, la régente ostrogothe Amalasonthe lui rend ce territoire.
La localité de Sigonce pour la première fois dans les chartes en 1206. Elle est alors une réserve de chasse des comtes de Forcalquier, qui la donnent au prieuré de Ganagobie. Le fief relève donc de l’abbaye de Cluny par l’intermédiaire de Ganagobie,.
La communauté d’Aris (Arises) est signalée dès les années 960, lorsque son territoire est donné à l’abbaye de Ganagobie, qui comptait 21 feux en 1315, est fortement dépeuplée par la crise du XIVe siècle (Peste noire et guerre de Cent Ans) et annexée par celle de Sigonce au XVe siècle. La communauté relevait de la viguerie de Forcalquier.

### Révolution française
Durant la Révolution, la commune compte une société patriotique, créée après la fin de 1792.

### Depuis la Révolution
Le coup d'État du 2 décembre 1851 commis par Louis-Napoléon Bonaparte contre la Deuxième République provoque un soulèvement armé dans les Basses-Alpes, en défense de la Constitution de 1848. Après l’échec de l’insurrection, une sévère répression poursuit ceux qui se sont levés pour défendre la République : neuf habitants de Sigonce sont traduits devant la commission mixte, la peine la plus courante étant la déportation en Algérie.
Comme de nombreuses communes du département, Sigonce se dote d’une école bien avant les lois Ferry : en 1863, elle en possède déjà une qui dispense une instruction primaire aux garçons, au chef-lieu. La même instruction n’est donnée aux filles, bien que la loi Falloux (1851), qui impose l’ouverture d’une école de filles aux communes de plus de 800 habitants, ne l’y oblige pas. La commune profite des subventions de la deuxième loi Duruy (1877) pour construire une école neuve.

#### Mine de charbon
Au XIXe siècle, la commune de Sigonce s’industrialise. Les matières premières exploitées sont le lignite et le calcaire. Le lignite exploité est celui de la couche de Sigonce, qui fait 1,1 m de puissance dont 80 cm de lignite et se trouve en pente légère (12°). Deux mines font l’objet d’une première concession courant jusqu’en 1863 :
- la mine de Sigonce est concédée en 1838 à la société des houillères de Montrambert, sur 317 ha ;
- la mine des Gaillardons est concédée en 1842 à un privé, La Béraudière, sur 413 ha.

En 1873, les deux concessions sont réunies entre plusieurs copropriétaires, qui créent la Société civile des mines de Sigonce et Gaillardons en 1910. C’est cette même année que le puits Saint-Étienne ou puits neuf est foncé (les bâtiments qui l’entouraient sont encore visibles).
Pendant près d'un siècle, la mine est exploitée par chambres et piliers, technique qui a permis d’extraire entre 70 et 80 % du charbon présent. La mise en œuvre de cette technique se fait à petite échelle des années 1840 à 1924 : peu de mécanisation, le personnel employé est constitué principalement de paysans-mineurs travaillant à mi-temps. Les exploitants à ferme se limitent à extraire le charbon au-dessus de la nappe phréatique (à 25 m de profondeur environ). Dans ces conditions, la production varie entre 5 et 10 t par jour, dans une zone partant du nord du village vers l'ouest, sur 1600 m à l’ouest (au-delà du ruisseau de la Barlière) et sur 200 m de long.
Après 1880, l’exploitation progresse à l’est et à l’ouest du village ; de nombreux puits sont foncés. Les piliers abandonnés, initialement de 5 m sur 3, sont recreusés à 4, puis 3 et enfin 2,5 m, les galeries et les chambres étant remblayées ou renforcées avec des murs en pierre sèche.
Le lignite permet la mécanisation de l’exploitation des carrières de pierre (calcaire de Vachères) et fournit l’énergie de fours à chaux qui sont modernisés. Ce débouché est perdu en 1922. Une partie de la production est aussi vendue aux particuliers qui l’utilisent pour le chauffage.
En 1924, la concession est rachetée par la société des houillères de Montrambert et de la Béraudière. C’est à cette date que l’exploitation de la mine se modernise réellement et change d’échelle. Un grand sondage est réalisé afin de rechercher de nouvelles veines exploitables. Une galerie d’exhaure est creusée, et permet d’évacuer l’eau d’infiltration, donc d’exploiter au-dessous du niveau hydrostatique. La profondeur de 107 mètres est atteinte, les galeries parcourent le sous-sol sur 2 600 m d’est en ouest, et 500 m du nord au sud. L’exploitation par piliers abandonnés est poursuivie, mais les effectifs employés augmentent pour varier entre trente et cinquante ouvriers. Les horaires imposés par la compagnie sont de 12 à 14 heures par jour, dans des conditions de travail comparées à celles d’un bagne par les autres mineurs de la région. La production passe à une moyenne de 10 000 t/an. Cette production est évacuée par câble aérien jusqu’à la gare de Lurs (déclaré d’utilité publique en octobre 1927). Ce téléphérique était supporté par 26 pylônes de fer et circulait sur un câble d’une seule longueur.
En 1927, des inondations envahissent la mine, et font s’effondrer la galerie d’exhaure. Les travaux de remise en état d’exploitation durent deux mois.
Après 1935, la mine est exploitée en tailles chassantes par foudroyage dirigé, qui permettent d’extraire tout le charbon. L’exploitation ainsi modernisée permet d’extraire jusqu’à 30 000 t/an, avec le travail d’une centaine d’ouvriers : les deux tiers du charbon extrait pendant toute l'histoire de la mine le sont pendant les trente-cinq dernières années d’exploitation. Un nouveau terril est ouvert au sud du village, où les remblais sont évacués par rail. La production est écoulée principalement auprès de l’usine électrique de Sainte-Tulle et de l’usine chimique de Saint-Auban (Pechiney), pour environ 24 000 t/an, et auprès des papeteries de l’Isère. Après la Seconde Guerre mondiale, le plan Monnet lui attribue comme objectif une production journalière de 150 t. Cet objectif n’est pas atteint, la production de la mine oscillant entre 50 et 110 t/j en 1946.
La mine était grisouteuse, mais aucun accident n’a eu lieu à cause du grisou.

Vestiges de la mine de Sigonce.
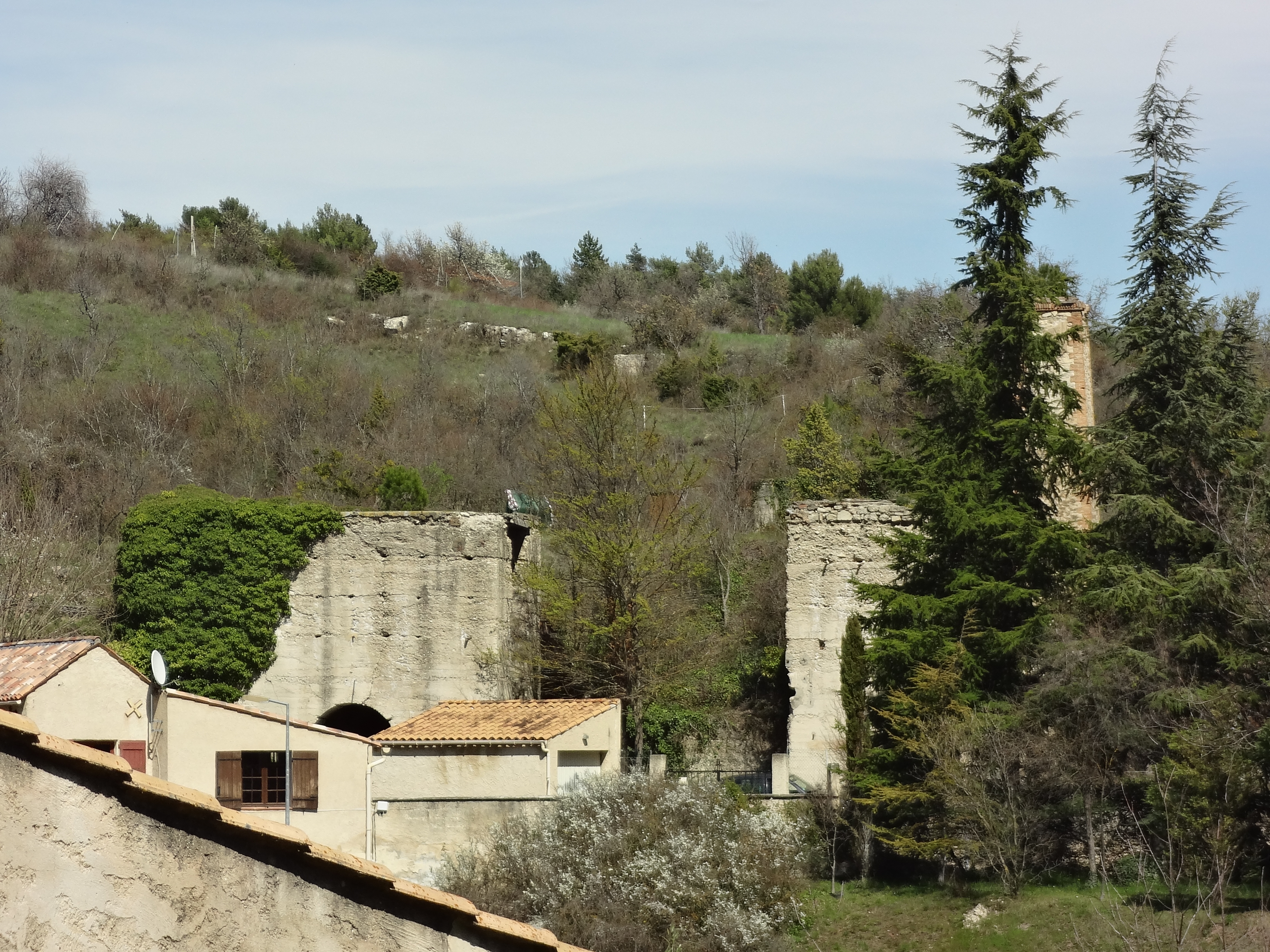
Vestiges des bâtiments de la mine.
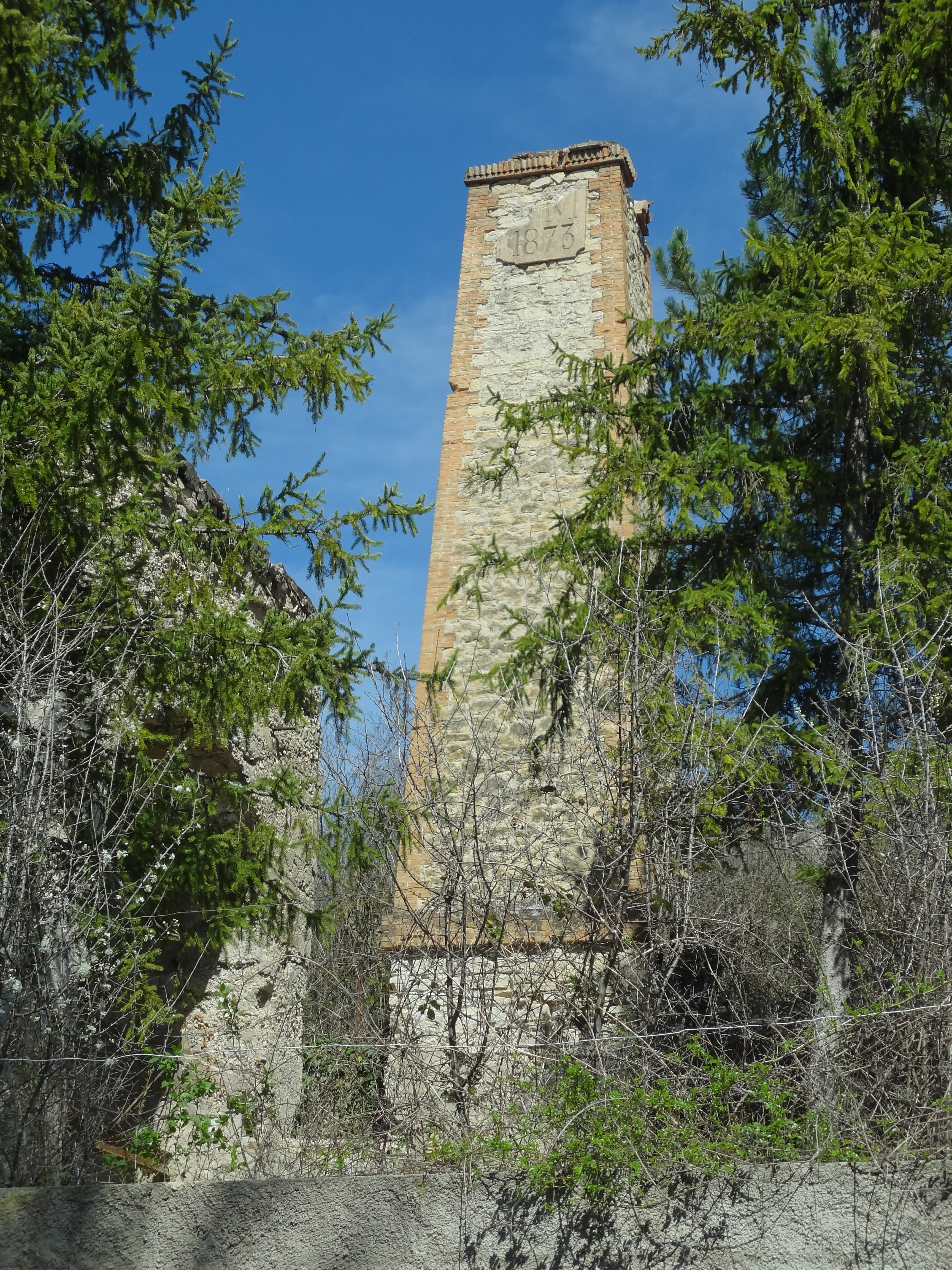
Cheminée de la mine.
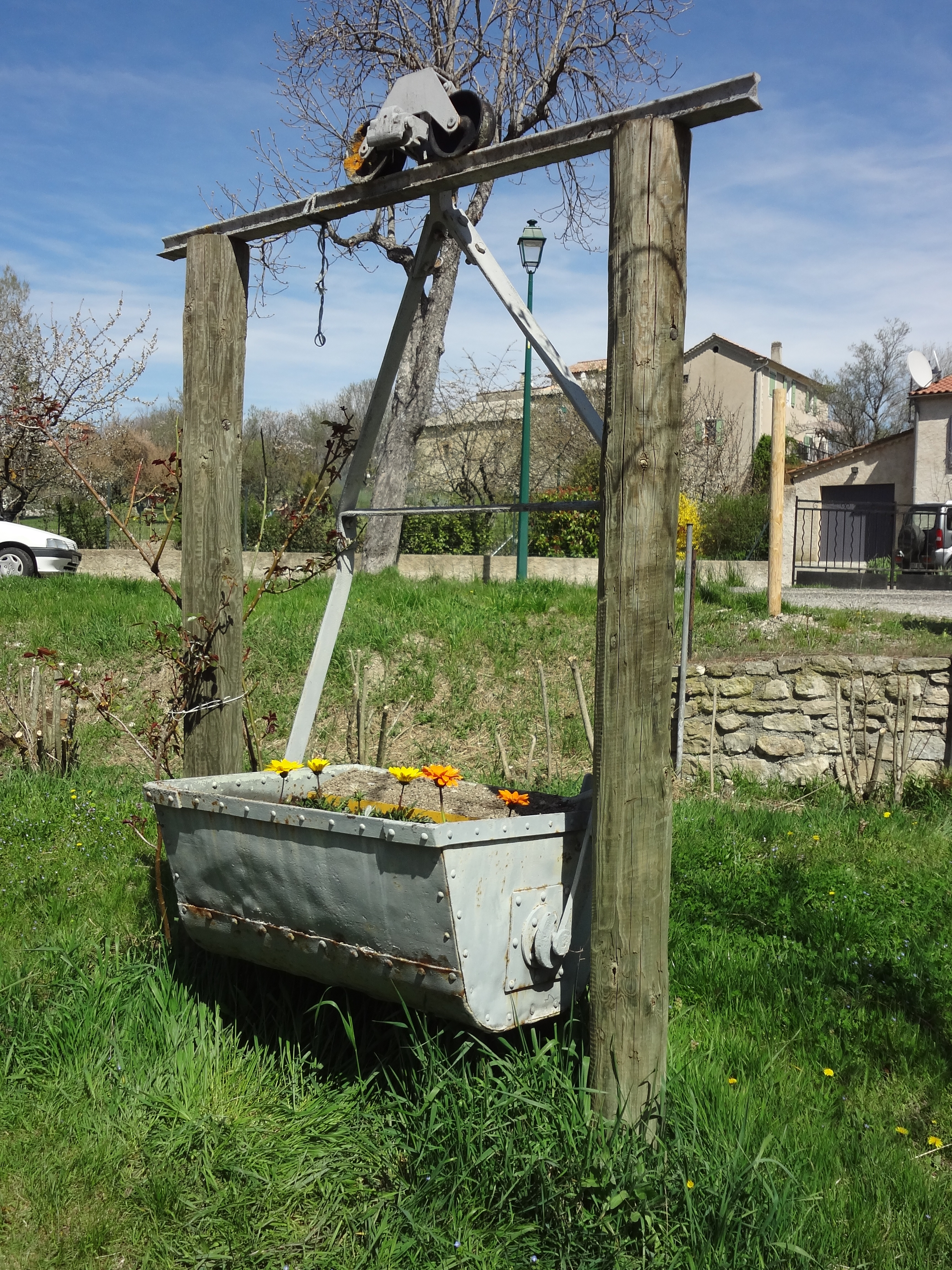
Des bennes convoyaient le lignite par téléphérique jusqu’à la gare de Lurs.

Pendant la Seconde Guerre mondiale, des étrangers internés au camp du groupement de travailleurs étrangers des Mées sont employés à la mine de Sigonce. La mine de charbon de Sigonce est la cible d'un sabotage des Francs-tireurs et partisans (FTP, résistants communistes) le 19 janvier 1944, journée d'action nationale.
À la Libération, la mine est temporairement transférée aux houillères du bassin de la Loire (de juillet 1946 à juin 1947). La société est liquidée en 1948, puis reconstituée en Société foncière et minière stéphanoise en 1948. Déficitaire depuis 1955 (date de la fermeture du débouché de l’usine de Sainte-Tulle), touchée par d’importantes inondations en 1960, la mine cesse d’être exploitée le 23 décembre 1960, et la renonciation est acceptée le 22 octobre 1963. Au total, la mine a produit 1 300 000 tonnes de lignite. Les puits et les galeries d’exploitation sont alors obturés ou remblayés.

### Agriculture

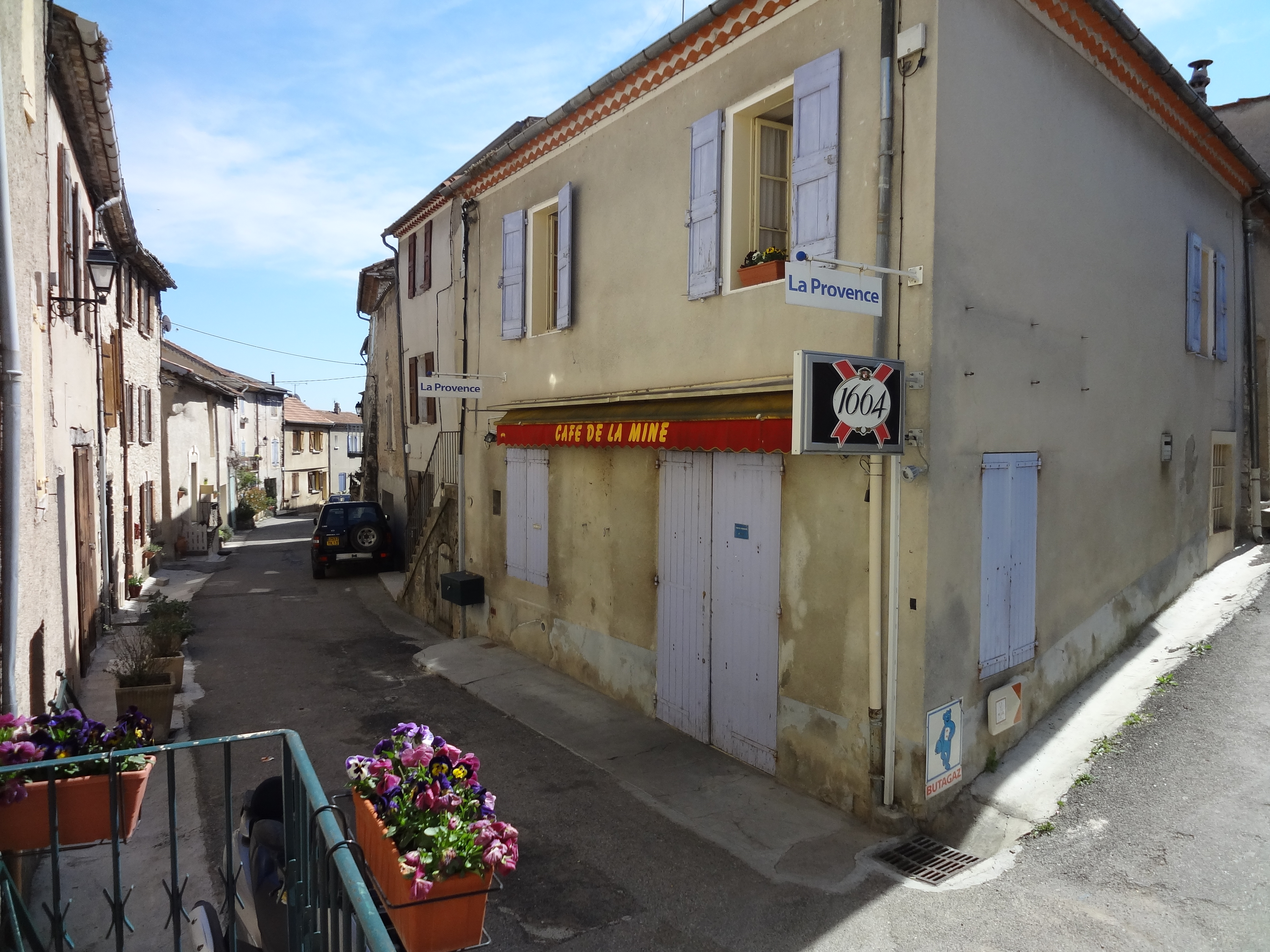
Le bar de la Mine contribue à maintenir la mémoire minière du village. Depuis le 28 octobre 2023, la bibliothèque municipale a été installée en ce lieu.

Jusqu’au milieu du XXe siècle, la vigne était cultivée à Sigonce. Plusieurs dizaines d’hectares produisaient un vin destiné au marché de Forcalquier et à la vente sur les marchés locaux. Cette culture est aujourd’hui abandonnée.

## Politique et administration

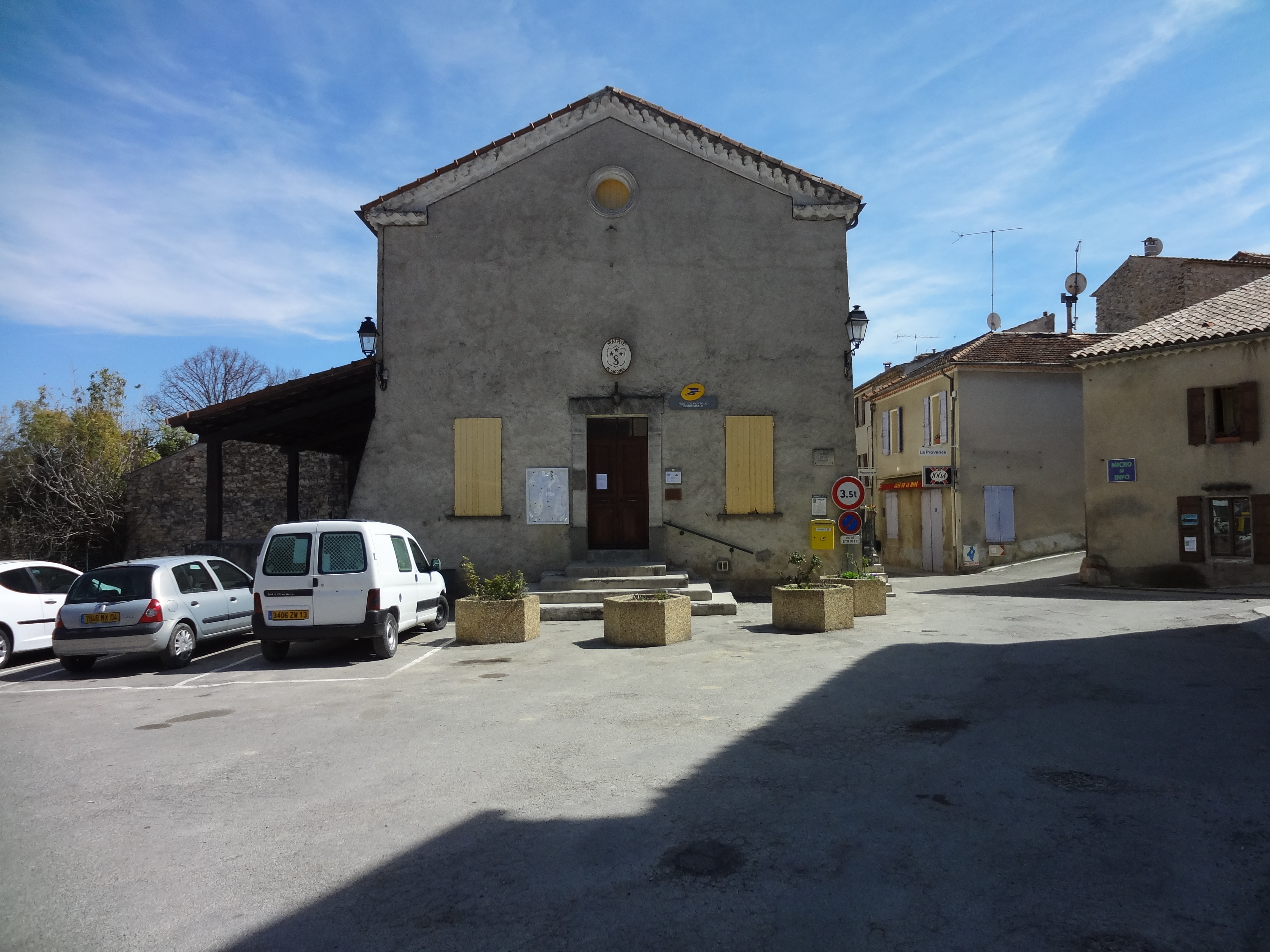
La mairie.

### Administration municipale
De par sa taille, la commune dispose d'un conseil municipal de 11 membres (article L2121-2 du Code général des collectivités territoriales). Lors du scrutin de 2008, il n’y eut qu’un seul tour, Marcel Turin a été élu conseiller municipal au premier tour avec le septième total de 143 voix soit 54,37 % des suffrages exprimés. La participation a été de 78,98 %, il a ensuite été élu maire par le conseil municipal.

### Liste des maires
L'élection du maire est la grande innovation de la Révolution de 1789. De 1790 à 1795, les maires sont élus au suffrage censitaire pour 2 ans. De 1795 à 1800, il n’y a pas de maires, la commune se contente de désigner un agent municipal qui est délégué à la municipalité de canton.
En 1799-1800, le Consulat revient sur l'élection des maires, qui sont désormais nommés par le pouvoir central. Ce système est conservé par les régimes suivants, à l'exception de la Deuxième République (1848-1851). Après avoir conservé le système autoritaire, la Troisième République libéralise par la loi du 5 avril 1884 l'administration des communes : le conseil municipal, élu au suffrage universel, élit le maire en son sein.
| Période                                  | Période       | Identité             | Étiquette | Qualité       |
| ---------------------------------------- | ------------- | -------------------- | --------- | ------------- |
|                                          |               |                      |           |               |
| mai 1945                                 | février 1947  | Louis Roche          |           |               |
| février 1947                             | mars 1965     | Oblé Maurel          |           |               |
| mars 1965                                | novembre 1978 | Emile Portigliatti   |           |               |
| novembre 1978                            | avril 1987    | Raymond Garcia       |           |               |
| mai 1987                                 | mars 2008     | Jean-Paul Giai-Checa | DVG,      |               |
| mars 2008                                | 2014          | Marcel Turin         |           |               |
| avril 2014                               | mai 2020      | Christian Chiapella  | DVD       | Fonctionnaire |
| mai 2020                                 | En cours      | Christian Chiapella  | DVD       | Retraité      |
| Les données manquantes sont à compléter. |               |                      |           |               |

### Instances judiciaires et administratives
Sigonce est une des dix communes du canton de Forcalquier qui totalise 12 746 habitants en 2006. Le canton a fait partie de l’arrondissement de Forcalquier depuis le 17 février 1800 et de la Deuxième circonscription des Alpes-de-Haute-Provence. Sigonce fait partie du canton de Forcalquier depuis 1806 après avoir fait partie du canton de Lurs de 1793 à 1801 et du canton de Saint-Étienne-les-Orgues de 1801 à 1806. Sigonce fait partie des juridictions d’instance de Forcalquier, prud'hommale de Manosque, et de grande instance de Digne-les-Bains.

### Fiscalité locale
| Taxe                                        | Part communale | Part intercommunale | Part départementale | Part régionale |
| ------------------------------------------- | -------------- | ------------------- | ------------------- | -------------- |
| Taxe d'habitation                           | 7,80 %         | 0,00 %              | 5,53 %              | 0,00 %         |
| Taxe foncière sur les propriétés bâties     | 22,00 %        | 0,00 %              | 14,49 %             | 2,36 %         |
| Taxe foncière sur les propriétés non bâties | 40,00 %        | 0,00 %              | 47,16 %             | 8,85 %         |
| Taxe professionnelle                        | 0,00 %         | 22,77 %             | 10,80 %             | 3,84 %         |

La part régionale de la taxe d'habitation n'est pas applicable.
La taxe professionnelle est remplacée en 2010 par la cotisation foncière des entreprises portant sur la valeur locative des biens immobiliers et par la contribution sur la valeur ajoutée des entreprises (les deux formant la contribution économique territoriale qui est un impôt local instauré par la loi de finances pour 2010).

## Population et société

### Démographie
L'évolution du nombre d'habitants est connue à travers les recensements de la population effectués dans la commune depuis 1765. Pour les communes de moins de 10 000 habitants, une enquête de recensement portant sur toute la population est réalisée tous les cinq ans, les populations de référence des années intermédiaires étant quant à elles estimées par interpolation ou extrapolation. Pour la commune, le premier recensement exhaustif entrant dans le cadre du nouveau dispositif a été réalisé en 2005.
En 2022, la commune comptait 421 habitants, en évolution de −1,86 % par rapport à 2016 (Alpes-de-Haute-Provence : +2,84 %, France hors Mayotte : +2,11 %).
La fermeture de la mine au début des années 1960 provoque le départ de la moitié de la population, compensée les décennies suivantes, quand Sigonce commence à développer ses zones pavillonnaires.
| 1765 | 1793 | 1800 | 1806 | 1821 | 1831 | 1836 | 1841 | 1846 |
| ---- | ---- | ---- | ---- | ---- | ---- | ---- | ---- | ---- |
| 340  | 361  | 399  | 311  | 366  | 489  | 560  | 566  | 550  |

| 1851 | 1856 | 1861 | 1866 | 1872 | 1876 | 1881 | 1886 | 1891 |
| ---- | ---- | ---- | ---- | ---- | ---- | ---- | ---- | ---- |
| 557  | 513  | 533  | 505  | 543  | 561  | 510  | 504  | 425  |

| 1896 | 1901 | 1906 | 1911 | 1921 | 1926 | 1931 | 1936 | 1946 |
| ---- | ---- | ---- | ---- | ---- | ---- | ---- | ---- | ---- |
| 440  | 435  | 448  | 419  | 336  | 387  | 361  | 337  | 311  |

| 1954 | 1962 | 1968 | 1975 | 1982 | 1990 | 1999 | 2005 | 2006 |
| ---- | ---- | ---- | ---- | ---- | ---- | ---- | ---- | ---- |
| 354  | 223  | 173  | 180  | 208  | 279  | 319  | 385  | 393  |

| 2010 | 2015 | 2020 | 2022 | - | - | - | - | - |
| ---- | ---- | ---- | ---- | - | - | - | - | - |
| 411  | 429  | 426  | 421  | - | - | - | - | - |

| 1315    | 1471   |
| ------- | ------ |
| 50 feux | 8 feux |

#### Superficie et population
Le village de Sigonce a une superficie de 1 997 ha et une population de 399 habitants, ce qui la classe :
| Rang                          | Superficie | Population | Densité |
| ----------------------------- | ---------- | ---------- | ------- |
| France                        | 19 091e    | 8 081e     | 26 537e |
| Provence-Alpes-Côte d'Azur    | 607e       | 568e       | 564e    |
| Alpes-de-Haute-Provence       | 74e        | 135e       | 53e     |
| Arrondissement de Forcalquier | 35e        | 44e        | 32e     |
| Canton de Forcalquier         | 8e         | 6e         | 9e      |

### Enseignement

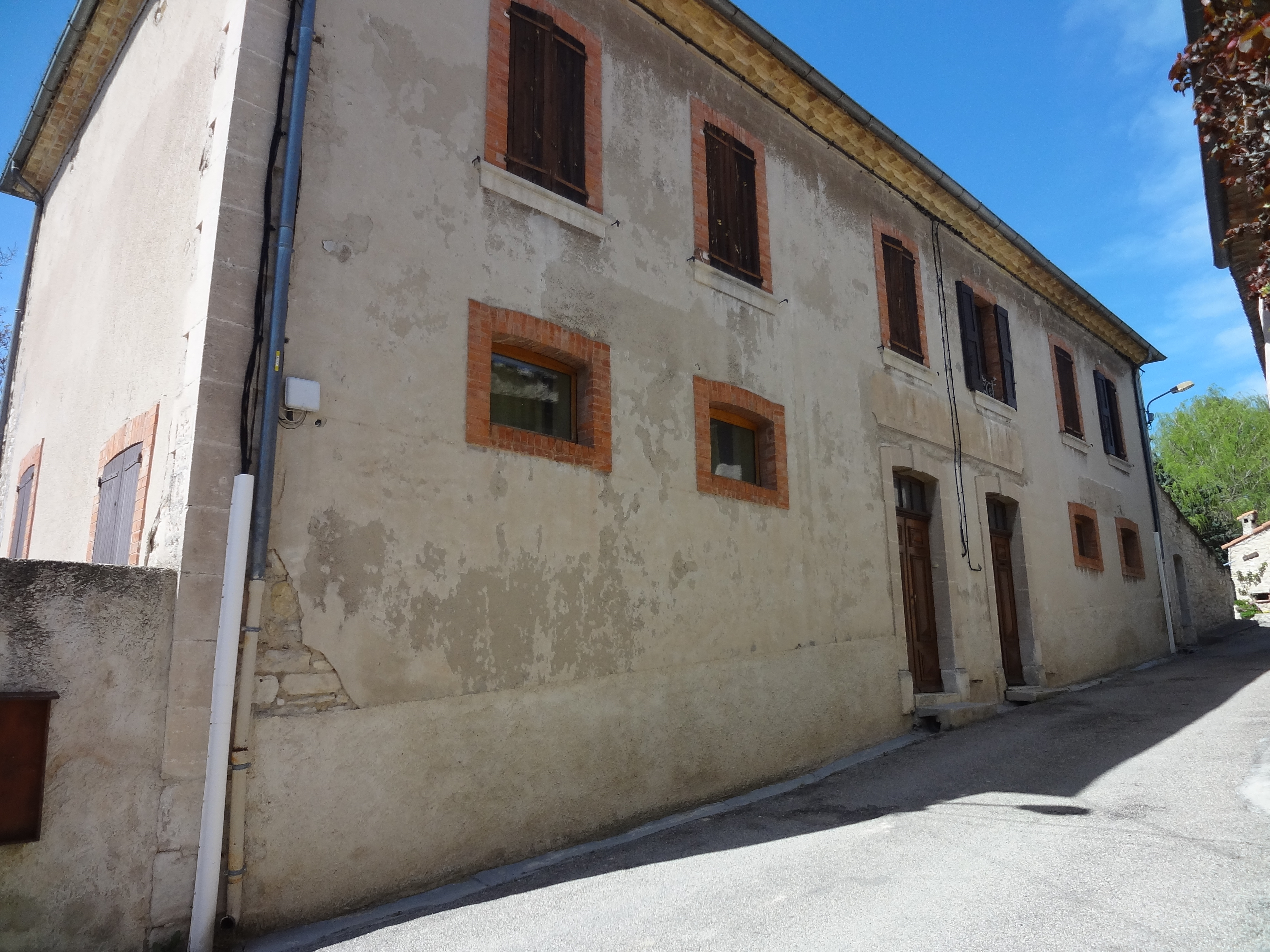
L'école.

La commune dispose d’une école primaire publique.
Les élèves sont ensuite affectés au collège Henri-Laugier à Forcalquier, puis ils sont dirigés vers les lycées de Manosque, soit le lycée polyvalent Les Iscles soit le lycée Félix-Esclangon.

### Santé
La commune dépend de l'hôpital local de Forcalquier nommé Saint-Michel. Selon le magazine L'Express, l'hôpital Saint-Michel fait partie des hôpitaux les plus sûrs de France avec une note de 82,2 sur 100 (classe A) et se classe 63e sur le plan national et 2e au niveau départemental.

## Économie

### Revenus de la population et fiscalité
En 2008, le revenu fiscal médian par ménage était de 17 578 €,
ce qui plaçait Sigonce au 14 552e rang parmi les 31 604 communes de plus de 50 ménages en métropole.

### Agriculture
Les agriculteurs de la commune de Sigonce ont droit à trois labels appellation d'origine contrôlée (AOC), dont le banon et à dix-neuf labels indication géographique protégée (IGP) dont quinze concernent les vins (voir ci-dessous), les quatre restants étant le petit épeautre et sa farine, le miel de Provence et l’agneau de Sisteron.
La culture de l’olivier est pratiquée dans la commune depuis des siècles, tout en étant limitée à des surfaces restreintes. Le terroir de la commune se situe en effet à la limite altitudinale de l’arbre, qui ne peut que difficilement être exploité au-delà des 650 mètres. Actuellement[Quand ?], l’oliveraie communale compte moins de 1000 pieds. L’huile produite à partir des olives récoltées dans la commune bénéficie des AOC huile d’olive de Provence et huile d’olive de Haute-Provence.
Parmi les labels couvrant la commune, ceux concernant le vin (alpes-de-haute-provence (IGP) blanc, rouge et rosé et VDP de Méditerranée mousseux ou primeur blanc, rouge et rosé) ne sont pas utilisés, la vigne n’étant pas cultivée pour une production commerciale dans la commune.

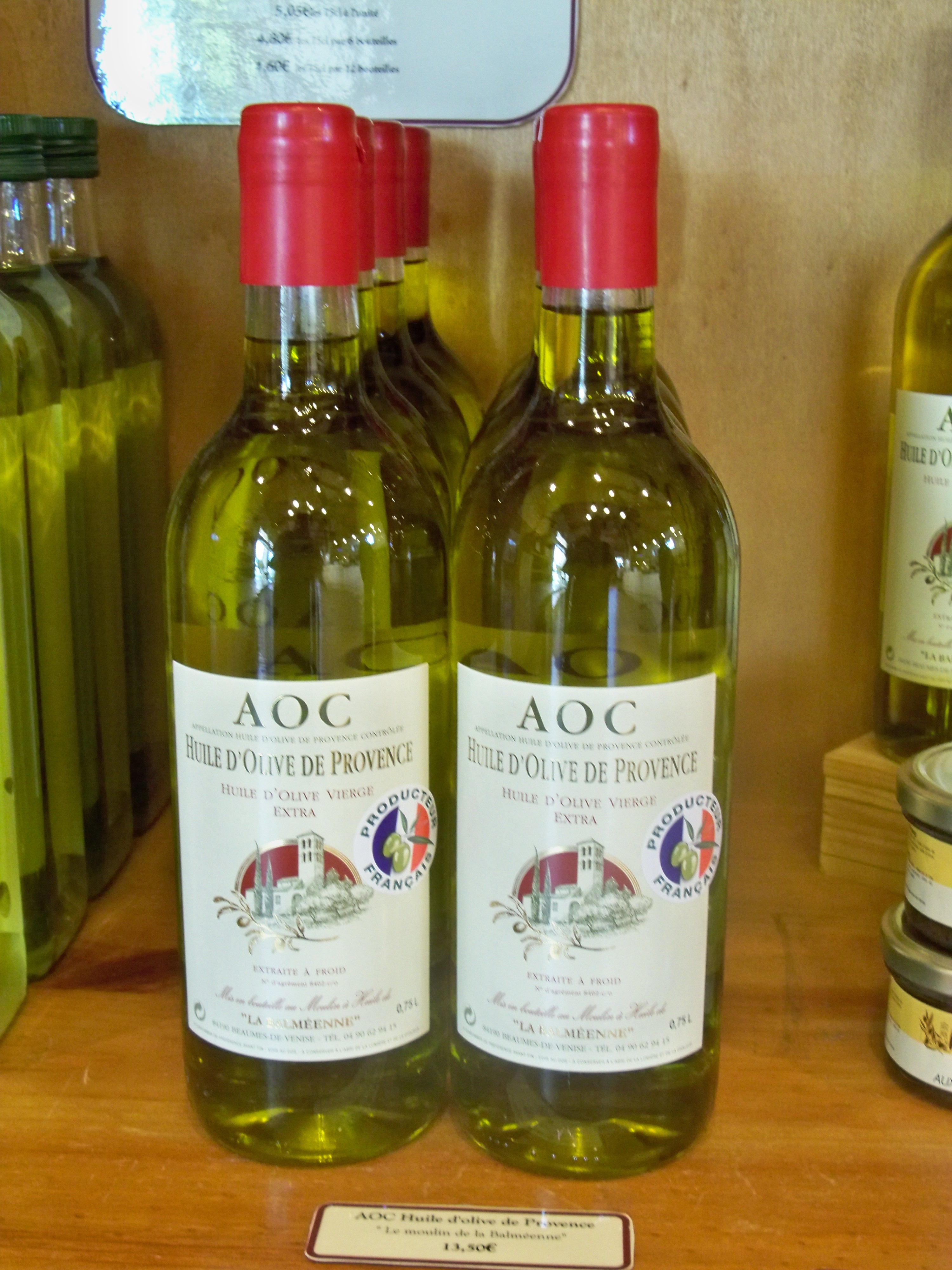
Huile de Provence AOC.
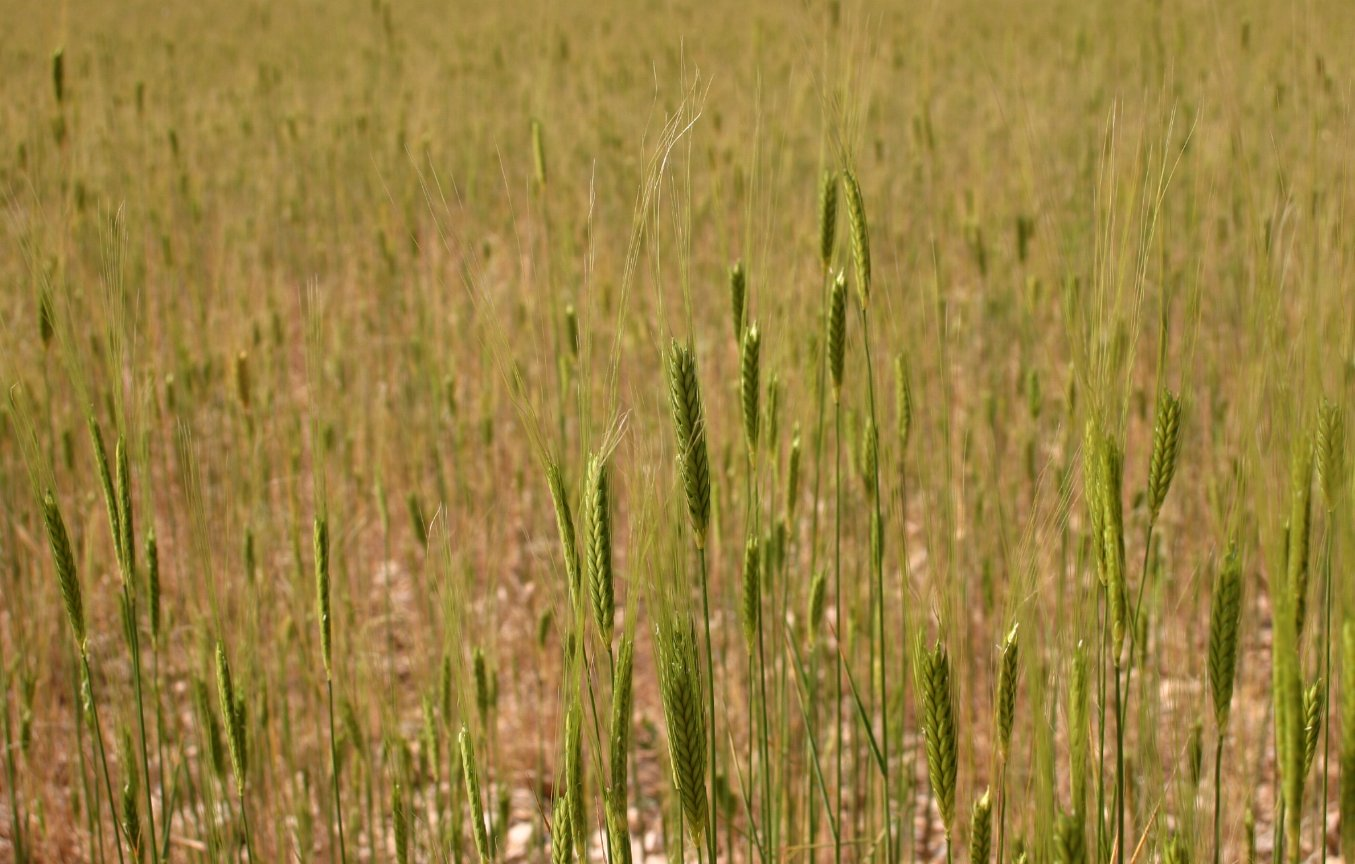
Petit épeautre.
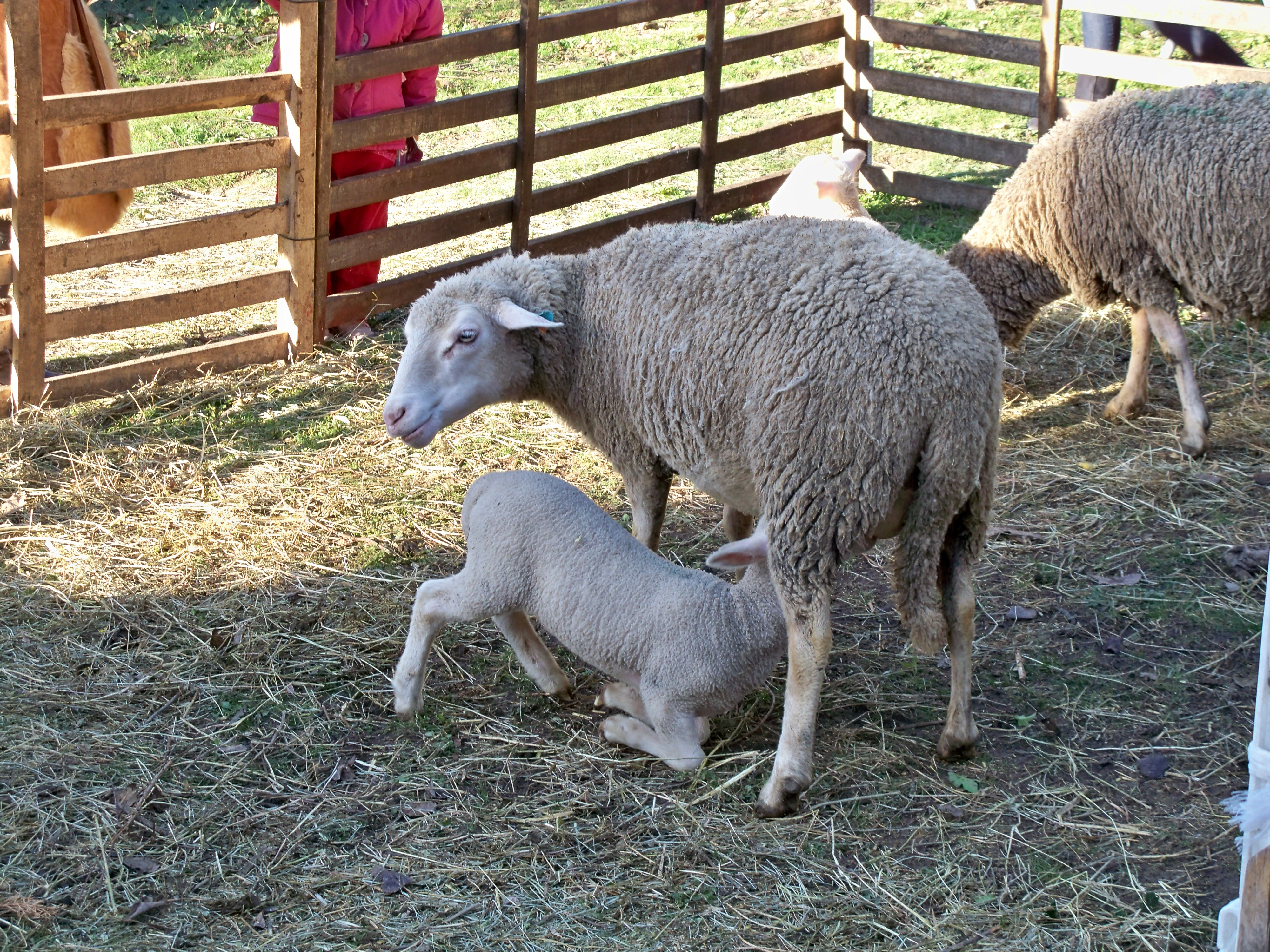
Agneau de Sisteron élevé sous sa mère.
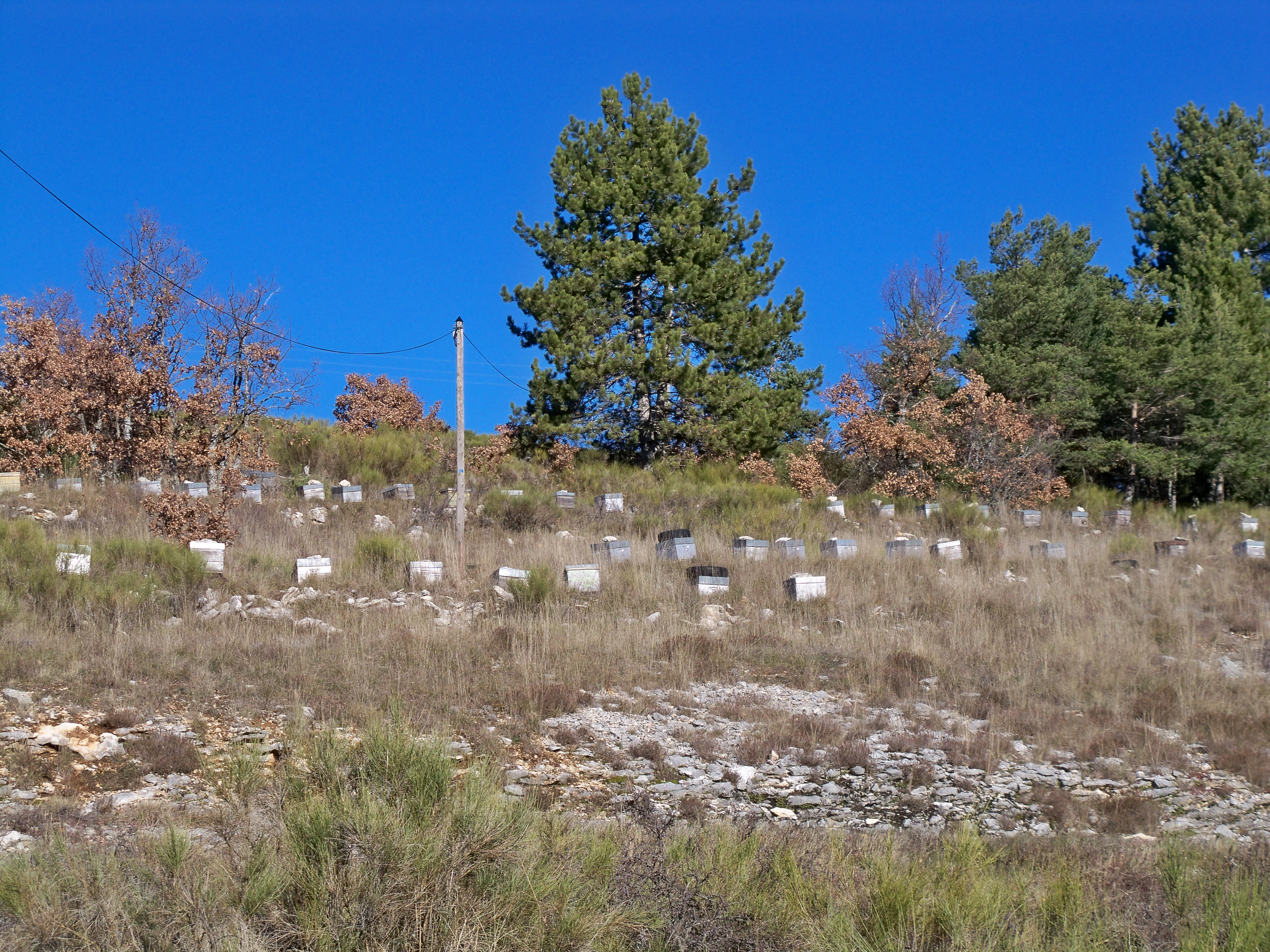
Ruches à la combe du Pommier.
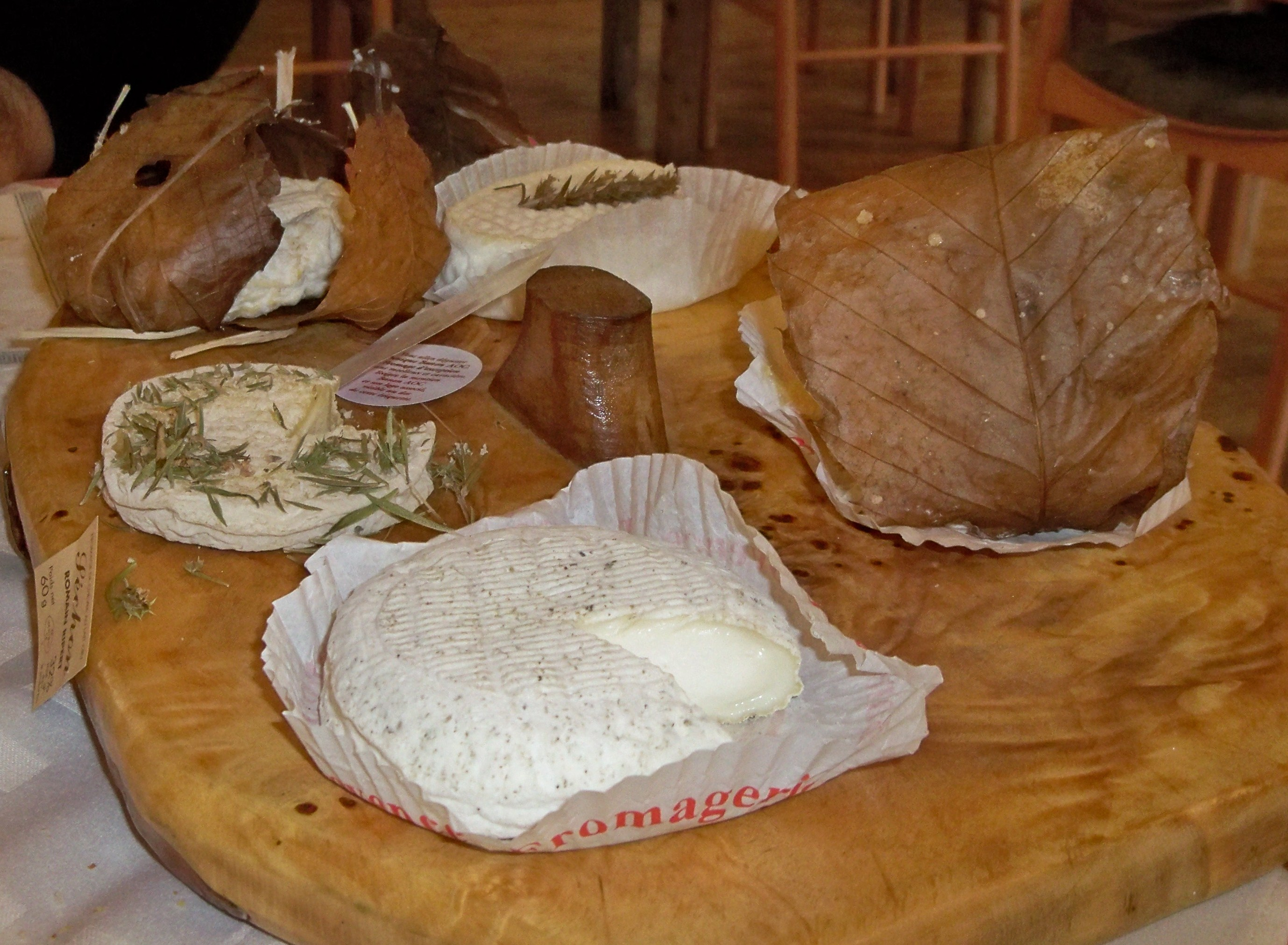
Plateau d'AOC banon dans un restaurant de Revest-du-Bion.
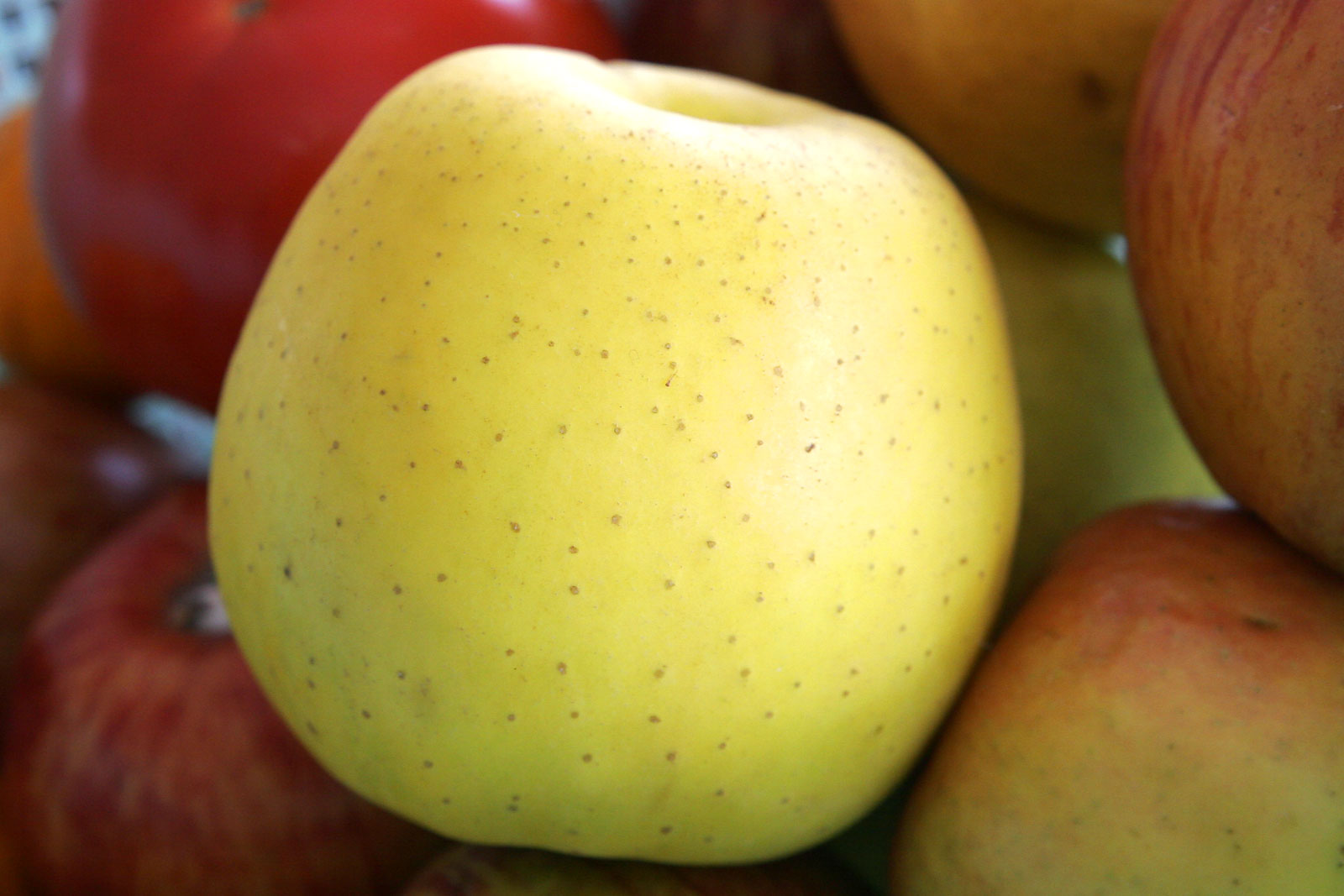
Golden et gala.

## Lieux et monuments
La chapelle Notre-Dame de Bon-Secours est construite sur un sommet, à l’écart du village. Les murs de la nef et le chœur, voûté en berceau brisé, avec une seule baie, datent du XIIIe.
L'église paroissiale Saint-Claude, des XVe et XVIe siècles (selon Raymond Collier et l’Atlas historique de la Provence), des XIVe et XVIe siècles (selon la DRAC) est un monument historique inscrit,. Elle appartenait au monastère de Ganagobie. Sa nef de trois travées est voûtée sous croisées d’ogives, ainsi que le chœur. Sa toiture polylobée est couverte de lauzes de pays. Elle ne possède qu’un seul bas-côté, du côté sud. Son plat de quête, en cuivre, date du XVIe siècle et est classé monument historique au titre objet.

Église paroissiale Saint-Claude.
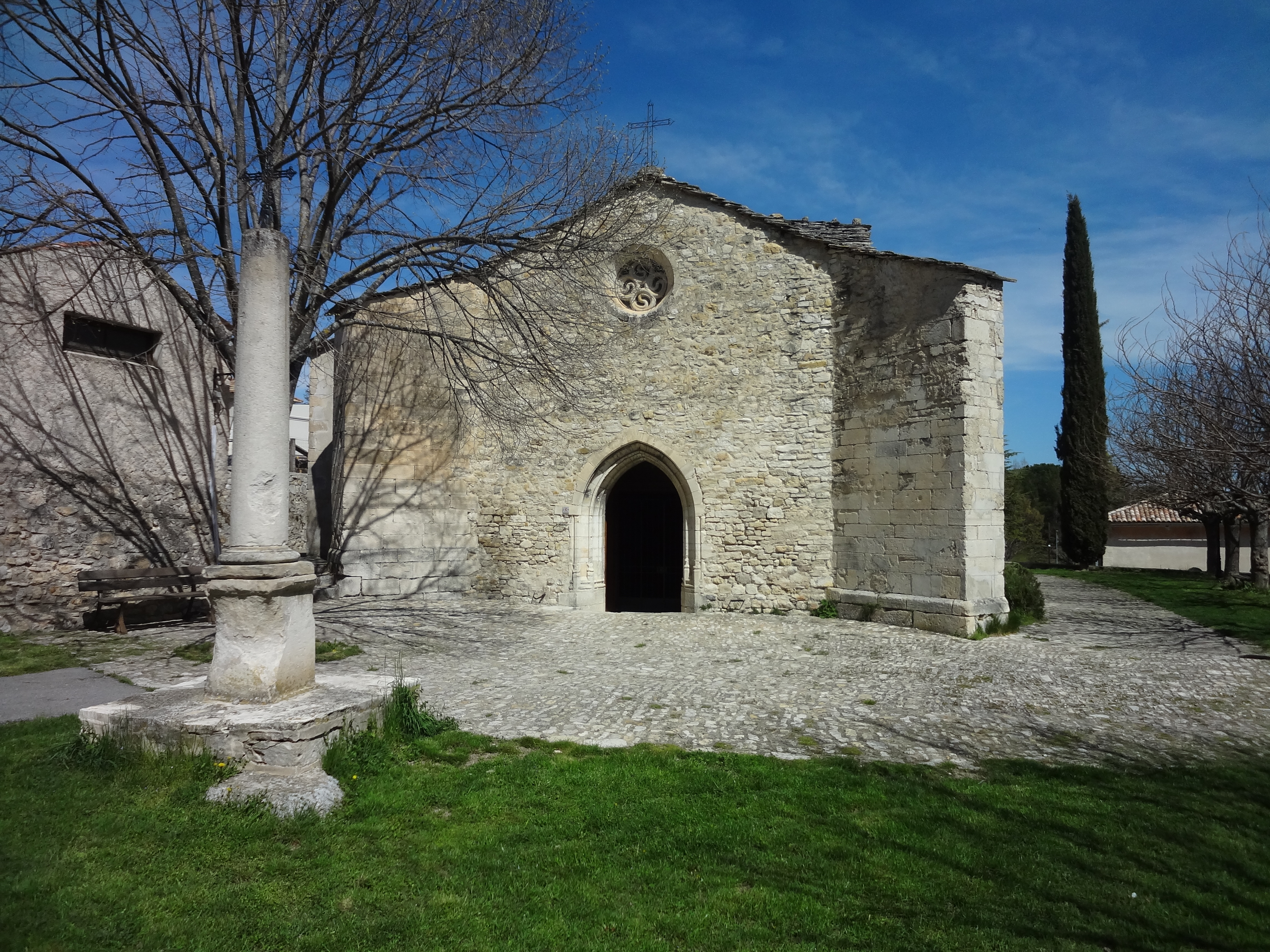
Façade et croix de mission.
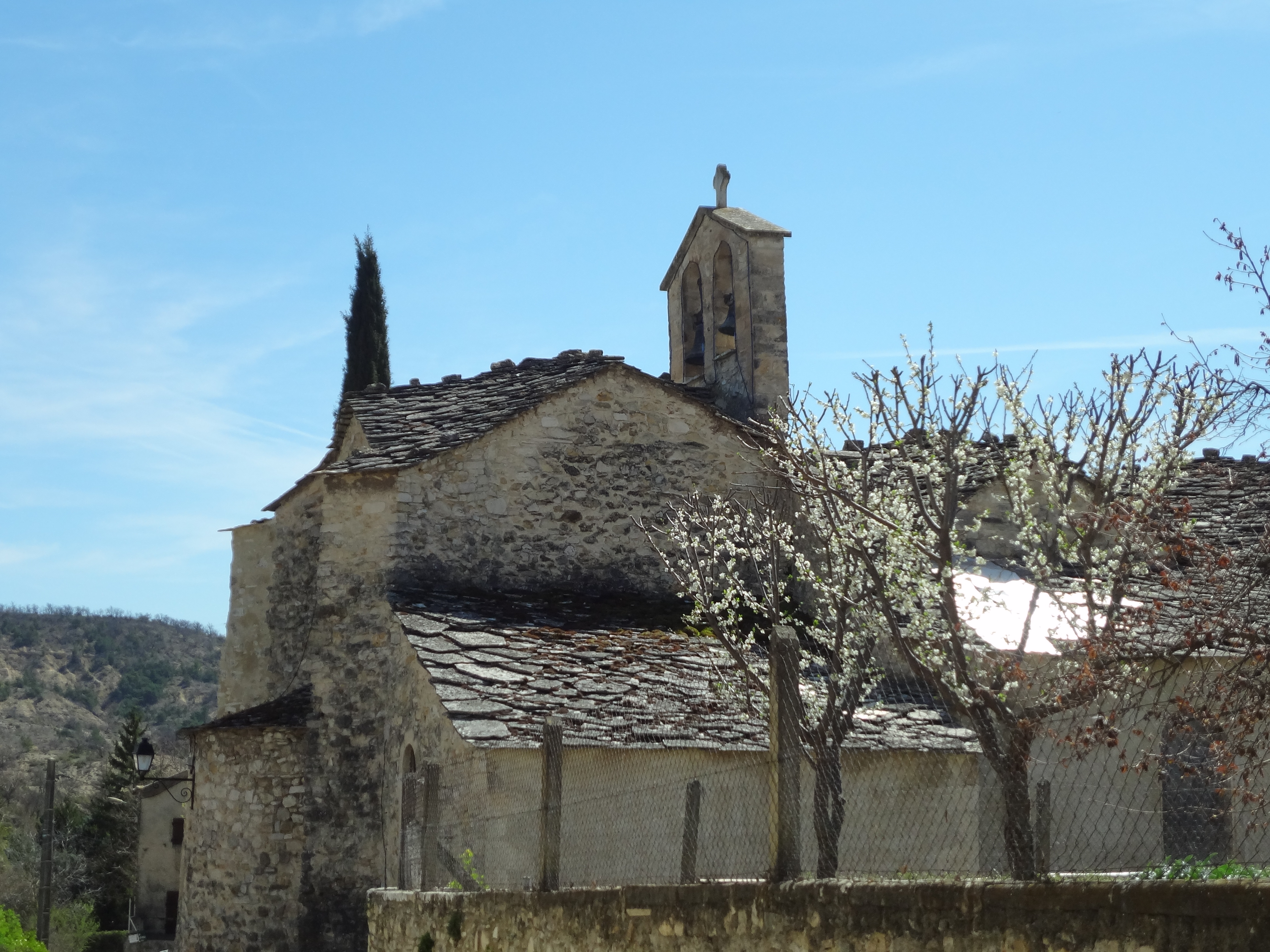
Toiture de l’église, en lauzes, et clocher-mur.
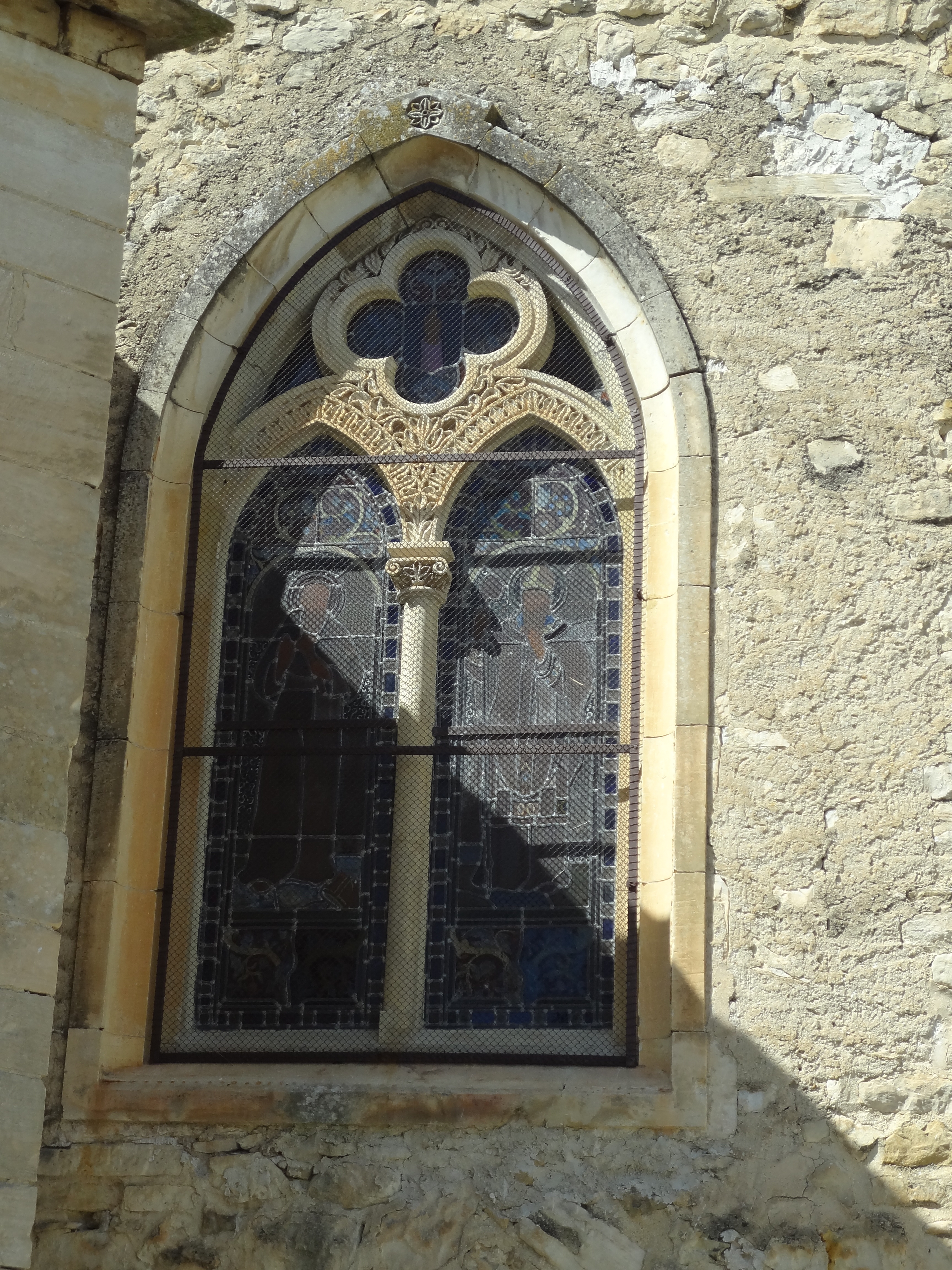
Détail d’une baie du chœur.

La chapelle Notre-Dame du Bon Remède, des Clots ou du Bon Secours, avec des bas-reliefs de l’époque préromane. Elle est utilisée comme grange.

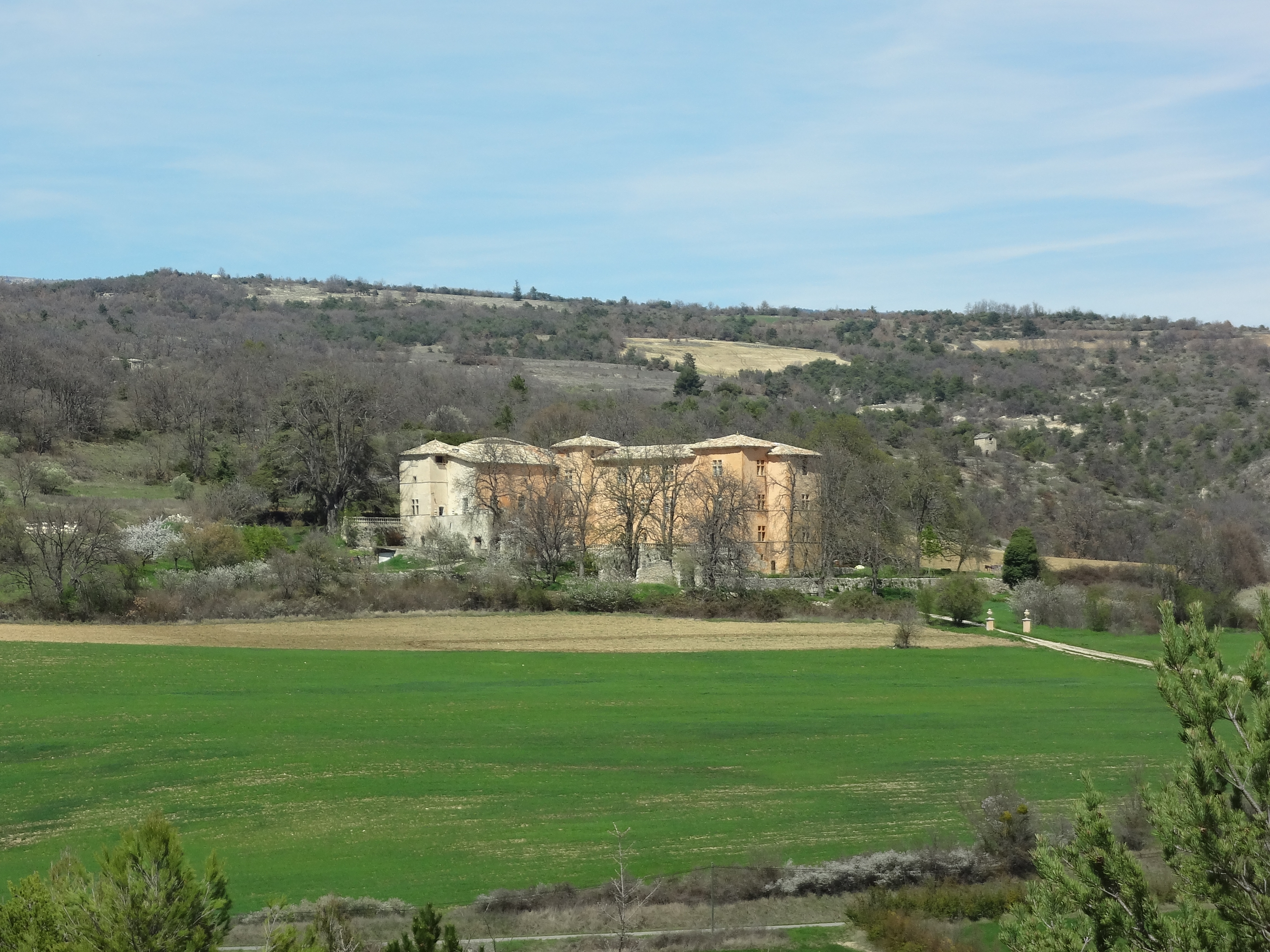
Le château de Bel Air.

Le château de Bel-Air conserve une partie médiévale, mais date essentiellement des XVIIe et XVIIIe siècles ; c’est un monument inscrit.
Ruines du château des moines de Ganagobie (XIIe et XIIIe siècles) au lieu-dit Aris, sur le Lauzon. La commune possède également le moulin de Monnesargues, moulin à farine établi sur le Lauzon ; à proximité de l’église, un bâtiment est orné d’une enseigne venant d’un ancien moulin. Un pigeonnier à deux toits et génoise du XVIIe siècle subsiste à l’écart du village.
La plupart des maisons anciennes du bourg ont été démolies dans les années 1970 et 1980.

### Personnalités liées à la commune
- Jacques Gaffarel, né à Mane en 1601 et mort à Sigonce en 1681, kabbaliste[106].
- Barlière du Lauzon, né à Sigonce en 1855 et mort à Marseille en 1937, de son vrai nom Claude Ferdinand Denis Estève : poète provençal.
- Jane Birkin et Jacques Doillon avaient acquis une maison à Sigonce : « La Barboche ».

### Héraldique

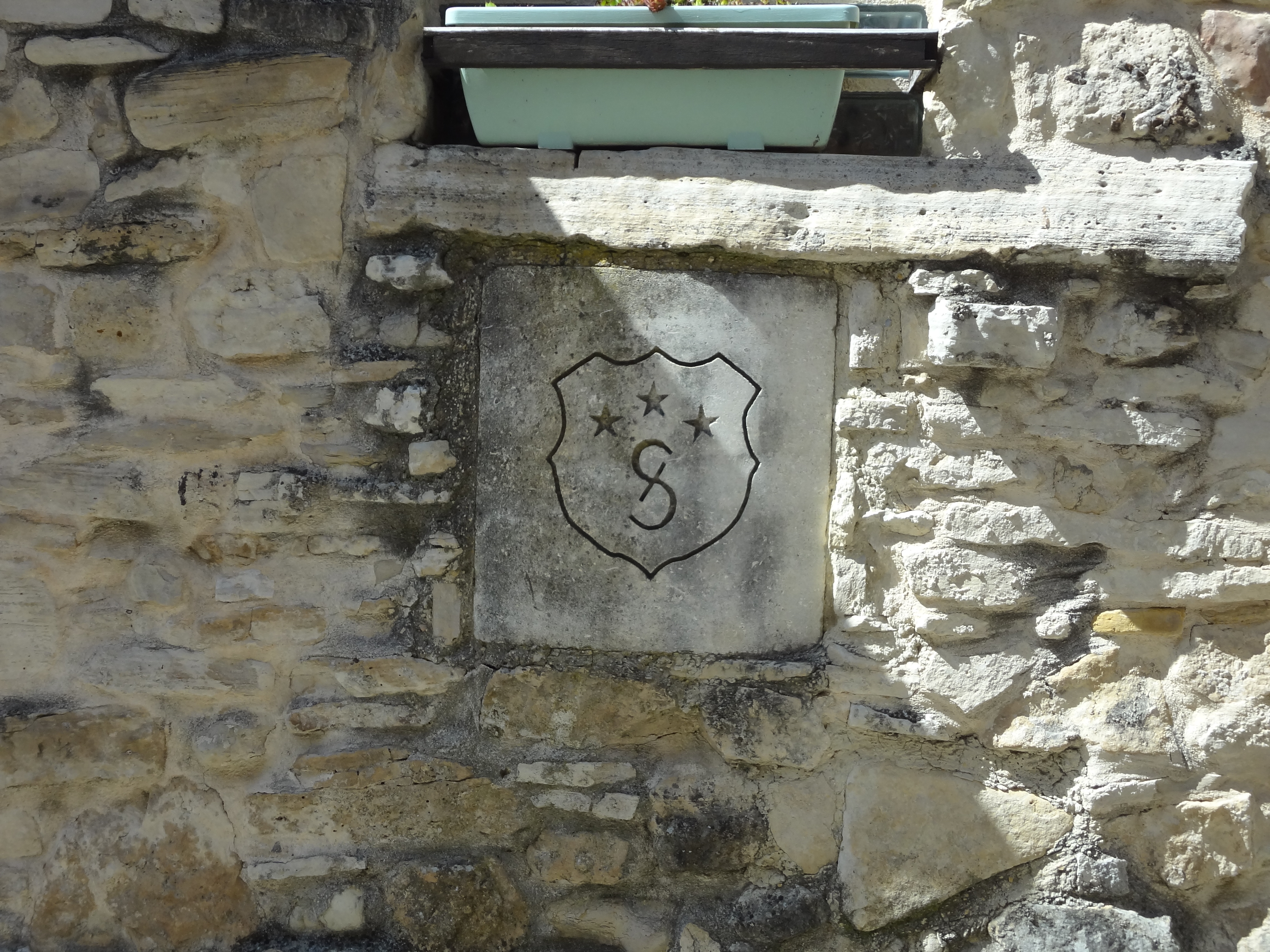
Armoiries de la commune, dans le mur d’une maison particulière.

| Blason de Sigonce | Blason  | D'azur à la lettre S capitale d'argent surmontée de trois étoiles du même mal ordonnées. |
| Blason de Sigonce | Détails | Le statut officiel du blason reste à déterminer.                                         |